# ミナルディ
ミナルディ（Minardi）は、かつて存在したイタリアのレーシングチーム。1980年、ジャンカルロ・ミナルディが創設。本拠地はイタリア・ファエンツァ。1985年から2005年までのF1参戦21シーズンを含む、25年間活動した。その後は欧州企業レッドブル・グループに売却し、2006年より新設チーム「スクーデリア・トロ・ロッソ」へと移行。

## 概要

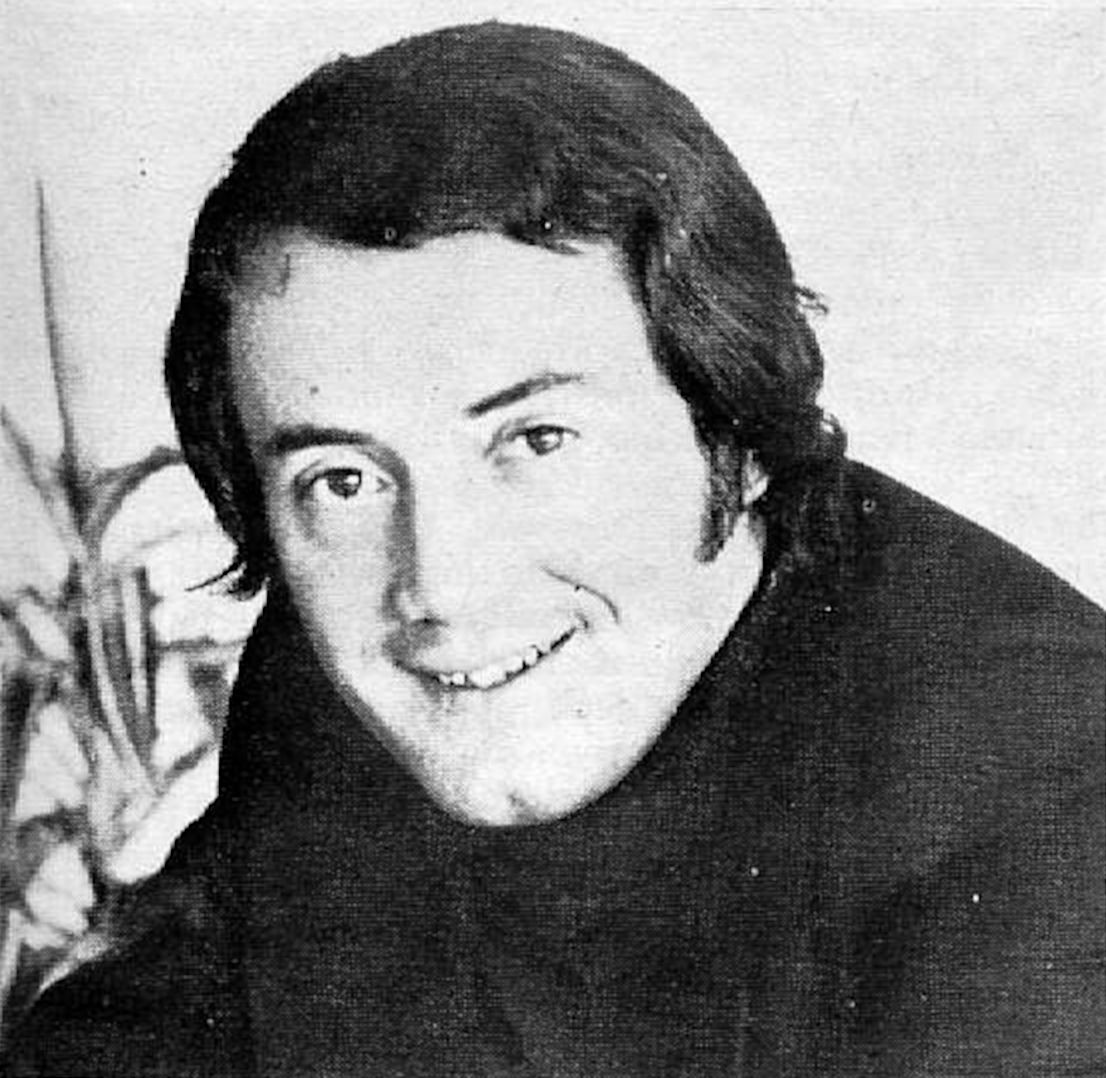
創設者ジャンカルロ・ミナルディ（1974年）

F1直下のカテゴリ（F2やF3000）で成功した後、1980年代後半にF1へステップアップしたプライベートチームのひとつ。これらの小規模チームが淘汰されていく中で、ミナルディも毎年のように撤退が噂されながら、合併やオーナー交代によって2000年代までしぶとく生き残った。
F1で表彰台に上ったことはなく、参戦後期の印象から「万年テールエンダー」と揶揄されたが、1990年代前半頃までは中堅であり、参戦チーム数が多かったシーズンは、予選で上位に食い込んだり、入賞して他チームを上回っていたこともあった。慢性的な資金難のため、型落ちのマシン・エンジンを使い続けなければならなかったが、技術面ではチタン製ギアボックスを始めとして、堅実な開発能力を持っていた。さらに、「現代のF1では他にみられない家庭的な雰囲気と、F1への愛と情熱を感じさせるチームである」と評価する向きもあった。
イタリアのチームだけあって、イタリア人ドライバーを多く起用していた時期があったが、1990年代終盤からは様々な国籍のドライバーを起用するようになった。スポンサー持ち込みのドライバーを採用することも多かったが、有能な新人を発掘し、F1デビューの機会を与える登竜門的なチームでもあり、ミナルディ出身者からF1優勝を達成したドライバーも輩出した。また、日本人ドライバーの片山右京、中野信治が最後に所属したチームでもあることから、日本人のファンも多かったチームの1つである。

## 歴史

### F2
イタリアで老舗のフィアットディーラーを営むミナルディ一族のジャンカルロ・ミナルディが創設したプライベートチーム「スクーデリア・デル・パサットーレ（Scuderia del Passatore）」「スクーデリア・エベレスト（Scuderia Everest）」を前身とする。フォーミュラ・イタリアを経て、1974年よりヨーロッパF2選手権へマーチ・BMWを使用して参戦開始した。
また、ジャンカルロはフェラーリの創業者エンツォ・フェラーリと良好な関係を持ち、1976年にはイタリアの若手ドライバー養成のためフェラーリ・312Tを借りて非選手権レースに出場した。1977年と1978年にはF2参戦用として"ディーノ"V6エンジンの供給を受けた。
1980年にはピエロ・マンチーニからの支援を受け、チーム名を「ミナルディ」と改め、ジャコモ・カリーリ設計によるオリジナルマシン「GM75」を投入した。ヨーロッパF2選手権には1984年まで参戦し、ジャンカルロ・マルティニ、ランベルト・レオーニ、エリオ・デ・アンジェリス、ミケーレ・アルボレート、ジョニー・チェコット、アレッサンドロ・ナニーニ、パオロ・バリッラ、ジャンカルロの甥であるピエルルイジ・マルティニらが在籍した。
ミナルディは1984年イタリアグランプリからF1への進出を計画したが、アルファロメオからのエンジン供給を得られなかった。そこで、マンチーニがアルファロメオからエンジン技術者のカルロ・キティを引き抜き、モトーリ・モデルニを設立。自社製V6ターボエンジンをミナルディのマシンに搭載する計画を立てた。

### F1

#### 1980年代

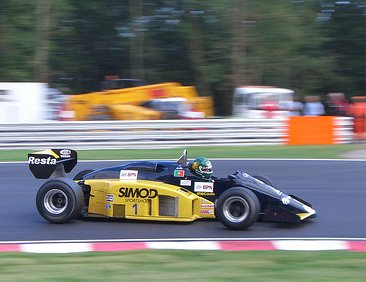
F1デビューマシン M185（1985年）

1985年
同年開幕戦よりF1に進出。初年度はアレッサンドロ・ナニーニを起用しての1カーエントリーを計画していたが、FISAからナニーニへのスーパーライセンス発給が認可されず、ライセンス所持者であるピエルルイジ・マルティニを起用しての1カー体制となった。ジャコモ・カリーリ設計によるM185シャーシに、開幕2戦は自然吸気のフォードエンジンを搭載。日本のエンケイ製アルミホイールを装着したことで日本の自動車雑誌に取り上げられる機会もあった。第3戦サンマリノGPよりモトーリ・モデルニのV6ターボエンジンを投入した。
しかし、マシンの信頼性の低さや、チームとマルティニのF1での経験不足からリタイヤが続き、初完走は第9戦ドイツGPだった（11位）。その後も状況は好転せず、この年の完走は計3回に留まった（最高位：8位）。また予選でも例外なく下位に沈み、決勝進出が20位グリッドまでだった第4戦モナコGPでは予選落ちを喫している。
1986年
この年より2カー体制となるが、資金難から一旦マルティニを放出し、マールボロと強いコネクションを持つアンドレア・デ・チェザリスを起用しマールボロマネーにより資金不足を補なった。もう一台にはスーパーライセンスが発給されたアレッサンドロ・ナニーニを起用。前年の改良型であるM185Bで出走するも、この年もエンジンの信頼性が低く共にリタイヤを連発。前年同様、第4戦モナコGPでは揃って予選落ちを喫した。
第15戦メキシコGPにて、デ・チェザリス8位・ナニーニ14位でダブル完走を果たすが、結局各ドライバーともこれがシーズン唯一の完走となり、ポイントは獲得できなかった。
なおマシンは、デ・チェザリスが第9戦イギリスGPまでM185Bを使用し第10戦ドイツGPから新車M186を使用。シーズン中にM186が1台しか製造できなかったため、ナニーニは最終戦までM185Bを使用した。
1987年
デ・チェザリスがブラバムに移籍し、ナニーニがNo.1ドライバーに昇格。No.2にはスペイン人のエイドリアン・カンポスを起用。カンポスはスペインのジーンズメーカーをスポンサーとして持ち込んでのF1デビューであった。マシンは前年後半に投入開始されたM186を開幕戦までに4台準備し、ターボダクトなどに小改良を加えて継続使用された。この年もモトーリ・モデルニのエンジンの信頼性が極めて低く、完走はナニーニが3回（11位が2回・16位が1回）、カンポスが1回（14位）に終わり、ダブル完走は1度もなかった。エースとして奮闘したナニーニはその走りが桜井淑敏ホンダ監督も「あの重そうなマシンでナニーニはよく頑張っている」と発言し、毎戦予選での走りを注目していたなどF1関係者から認められており、表彰台の常連となりつつあったベネトンチームへの移籍が決定しミナルディを巣立っていった。
1988年
信頼性が一向に上がらなかったモトーリ・モデルニエンジンに見切りを付け、この年よりフォード・コスワースの自然吸気エンジンユーザーとなり、マシンはジャコモ・カリーリがフロントダンパー配置を巧妙に設計した完全新設計のM188となった。ドライバーは共にスペイン人のカンポスとF1ルーキーのルイス・ペレス＝サラであり、イタリア人ドライバーを起用せずにシーズンを開始した初の年となった。
順調に予選を通過していたペレス＝サラに対し、カンポスはルーキーのサラに予選で全敗、第3戦モナコGPから3連続で予選落ちを喫するなど低調であり、第5戦カナダGPをもって解雇された。後任として第6戦デトロイトGPよりマルティニがチームに復帰。その初戦デトロイトGPにて完走9台のサバイバルレースを生き残って6位入賞し、チームにF1参戦開始後初の選手権ポイントをもたらした。
その後の入賞は叶わず、第9戦ドイツGP・第11戦ベルギーGPでは揃っての予選落ちも味わったが、完走はペレス＝サラ7回（最高位8位）、マルティニは10戦のみのエントリーにもかかわらず5回と、モトーリ・モデルニエンジン時代と比較し遥かに増加した。コンストラクターズランクは10位。この年から、徐々に成績が向上していく。
1989年
このシーズンからデザイナーがジャコモ・カリーリからアルド・コスタに代わった。新設計のM189シャーシにフォード・DFRエンジンを搭載。ドライバーは引き続きマルティニとペレス＝サラを起用した。
開幕から共にリタイヤが続いたが、ポイントを獲得しなければ予備予選組に落とされるという状況の中、背水の陣で挑んだ第8戦イギリスGPにて、マルティニ5位、ペレス＝サラ6位に入り、チーム初のダブル入賞を果たす。
マルティニはその後も第13戦ポルトガルGPで5位、最終戦オーストラリアGPで6位となり、計3度入賞。また、予選でも好位置につけるようになり、オーストラリアGPでは3位グリッドを獲得している。計6ポイントを獲得し、チームはランク10位となった。
また、モトーリ・モデルニがスバルと共同開発していた水平対向12気筒エンジンをテストしたが、重量が重くかつパワーも今一つで、最終的にミナルディは搭載を断った。このエンジンはのちにコローニに搭載されたが、1990年シーズンに一度も予備予選を通過できず、スバルは前半戦のみで撤退した。

#### 1990年代

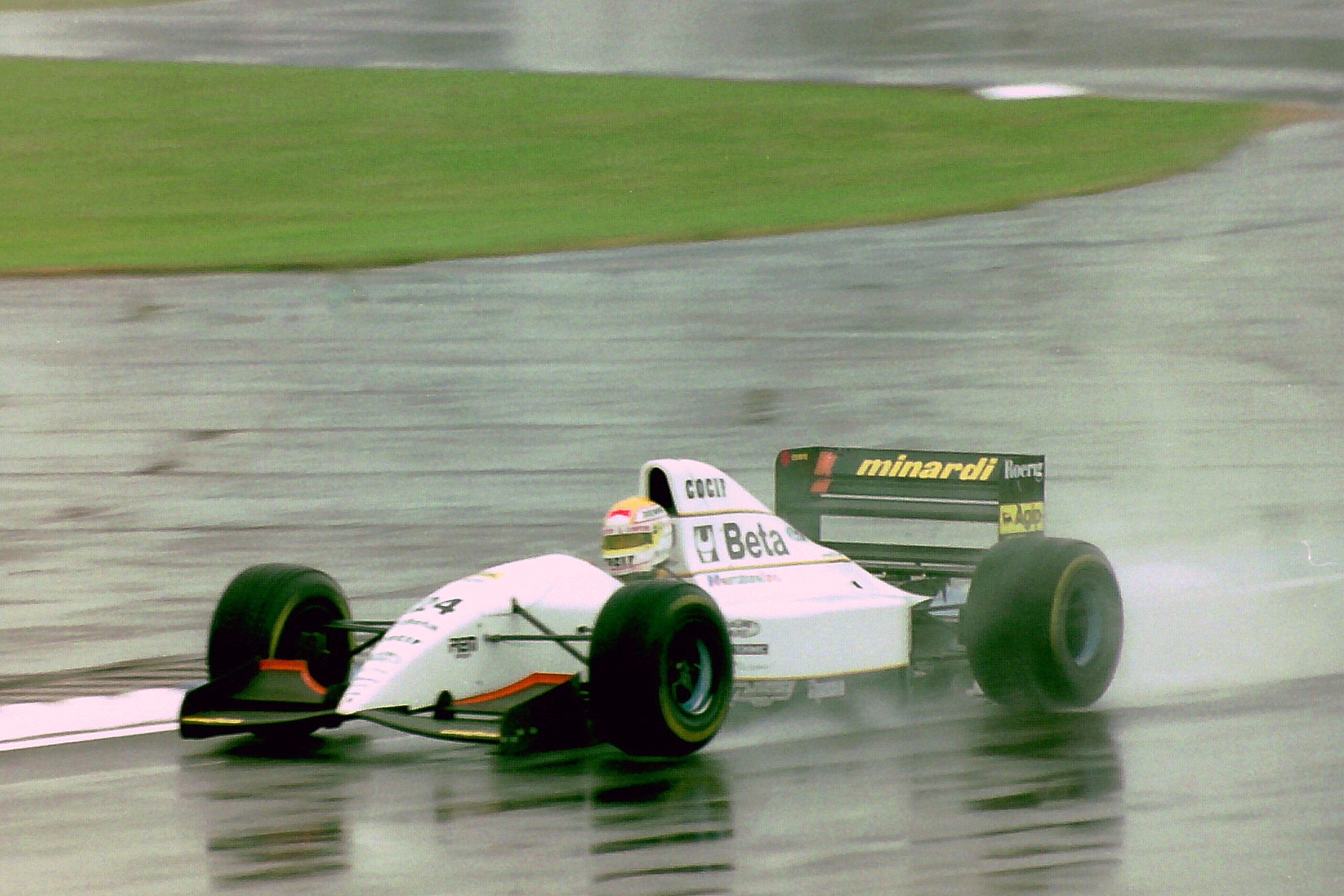
歴代タイの4位入賞したM193（1993年）

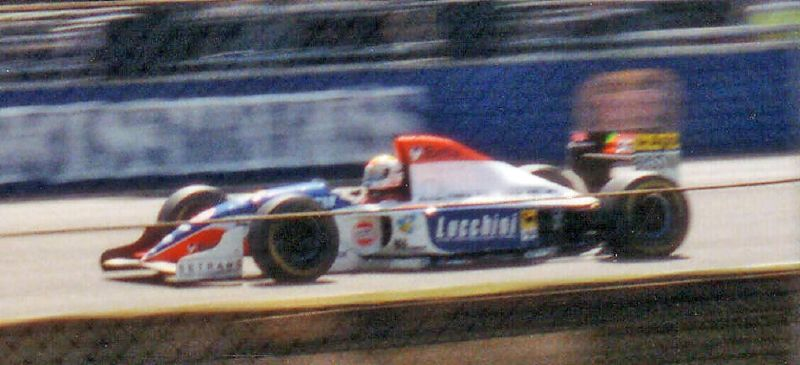
ピエルルイジ・マルティニがドライブするM194（1994年）

1990年
No.1にはマルティニが残留、No.2には前年の日本GPでマルティニの代役として出走したパオロ・バリッラが正式加入した。マシンは前年の改良型であるM189B（2戦まで）とM190（3戦から最終戦まで）を使用。開幕戦アメリカGPでは、ピレリタイヤが公道コースにマッチしたこともあり、マルティニが予選2位に入り、チームおよび自身初（結果的に唯一）のフロントローを記録。しかし決勝は7位に終わり、その後もポイントは獲得できなかった。
バリッラは予選落ちを連発し、特に第12戦イタリアGPから第14戦スペインGPまでは3連続予選落ちとなる。結局スペインGPをもって離脱し、終盤2戦はジャンニ・モルビデリが後任となるが、どちらもリタイヤに終わった。
1991年
F2時代の絆から15年目にして、フェラーリよりV12エンジンの供給を受ける。マシンはM191となり、タイヤはグッドイヤーに変更した。ドライバーは前年終盤から引き続き、マルティニとモルビデリ。モルビデリはフェラーリのテストドライバーも兼任しており、アラン・プロスト解雇に伴い、最終戦オーストラリアGPのみフェラーリから参戦したため、代役としてロベルト・モレノが出走した。
上位陣が総崩れとなった第3戦サンマリノGPにて、マルティニが4位に入賞。その後双方とも度々シングルフィニッシュを記録し、第13戦ポルトガルGPにて、マルティニが再び4位に入賞した。また、第15戦日本GPでは予選でマルティニが7位、モルビデリが8位につけ、四強の一角であったベネトン勢を共に上回った。決勝は共にリタイヤとなるが、一時はマルティニ5位、モルビデリが7位を走行している。
この年はチーム最高のコンストラクターズ7位を獲得したが、チームマネージャーであった佐々木正曰く、｢エンジンの使用料がチームの財政を圧迫した｣こともあり、フェラーリエンジンを1年で手放す事となる。また、前年終盤からスポンサーについており、大型支援を期待していたパイオニアが支援先をフェラーリに切り替えてしまうなど、資金面のつけが後々響くことになる。
1992年
残留したモルビデリと、前年の国際F3000チャンピオンであるクリスチャン・フィッティパルディを起用して参戦。マシンはランボルギーニV12エンジンに換装した前年の改良型M191B（3戦まで）とM191L(第4戦のみ)、M192（5戦から最終戦まで）となった。しかしフェラーリエンジンと比較するとランボルギーニのパワー不足は否めず、なかなか入賞に結びつかなかった、さらに第7戦フランスGP予選にて、フィッティパルディが脊髄にヒビが入る重傷を負い一時離脱。アレッサンドロ・ザナルディが代役となるが、予選落ち2回・リタイヤ1回と結果は残せなかった。
その後復帰したフィッティパルディは、第15戦日本GPにて6位入賞。これがこの年チーム唯一の入賞となった（ランキング11位）。また前年のフェラーリエンジン同様、ランボルギーニエンジンも1年で手放した。
1993年
マシンはフォードHBエンジンを搭載したM193となる。フィッティパルディとファブリツィオ・バルバッツァを起用して参戦。完走7台の開幕戦南アフリカGPにて、フィッティパルディが4位に入賞と、幸先の良いスタートを切る。その後はバルバッツァが6位2回、フィッティパルディが5位1回と、前半戦に計4度の入賞を記録した。
スポンサーマネーの支払い滞りから、バルバッツァは第7戦フランスGPをもって解雇され、第8戦イギリスGPよりマルティニがチームに復帰。しかし後半戦は各数回シングルフィニッシュを記録したが、入賞は出来なかった。また、第15戦日本GPから、フィッティパルディに代わり、持参金付きドライバーのジャン＝マルク・グーノンを起用した（完走なし）。この年はランキング8位だった。
1994年
同じイタリアのプライベーターであるスクーデリア・イタリアと合併。翌年までの2シーズンに渡り「ミナルディ・スクーデリア・イタリア」のチーム名で参戦した。マシンは開幕戦から第5戦まではM193Bを使用し、6戦目から最終戦までM194を使用。エンジンは前年同様のフォードV8を搭載。
この年のドライバーは、マルティニと、ベテランのミケーレ・アルボレートを起用。エンジン関連のトラブルによるリタイヤが多かったが、マルティニが5位2回、アルボレートが6位1回を記録して計5ポイントを獲得。ランキング10位となった。ミナルディのF2初勝利（1981年）を獲得したことのあるアルボレートは、この年限りでF1から引退した。
1995年
マシンはM195となり無限ホンダエンジンの獲得を交渉していたが、リジェに奪われる結果となり、リジェと法廷闘争になるが、結局それまで通りフォードエンジンでの参戦となる。当初のドライバーはマルティニとルカ・バドエルだったが、第10戦ハンガリーGPよりスポンサー資金を新たに持ち込んだペドロ・ラミーがマルティニに代わってシートを獲得。チームのF1デビュー以来長らくミナルディのステアリングを握ったマルティニは、同年ドイツGPがF1での最終参戦となった。
ラミーが最終戦オーストラリアGPにて6位入賞、これによりチームはランク10位となる。またポイントは獲得できなかったが、マルティニは最高位7位（2回）、バドエルは最高位8位を記録した。
この頃より、F1参戦チーム数が減少の一途となった。ミナルディよりも下位のチームが次々と撤退・消滅していく中で、ミナルディの位置付けも、中堅から下位へと相対的に変化していった。
1996年
スクーデリア・イタリアとの合併を解消。単独チームとして参戦するが資金難は深刻であり、マシンは前年改良型のM195Bで参戦となった。終盤にはベネトンのマネージャー、フラビオ・ブリアトーレが率いる、ガブリエーレ・ルミ、アレッサンドロ・ナニーニを含む国際的なビジネスマンのコンソーシアムへ株式70%を売却。ブリアトーレはチーム代表に就任した。以降、ジャンカルロ・フィジケラに始まり、ミナルディはブリアトーレがマネージメントする新人ドライバーのF1デビューの場となった。
ラミーは全16戦に参戦し、井上隆智穂も参戦する予定だったがスポンサーの問題で参戦せず、結局もう1台はフィジケラ（8戦）、タルソ・マルケス（2戦）、ジョバンニ・ラバッジ（6戦）の3人がドライブした。ノーポイントに終わり、最上位は、第8戦カナダGPにおけるフィジケラの8位だった。
1997年
このシーズンのマシンはM197となり、ハートV8エンジンを搭載。片山右京が全戦に参戦し、第7戦カナダGPまでは新人ヤルノ・トゥルーリがコンビを組んだ。カナダGPでプロストのオリビエ・パニスが、両足骨折の重傷を負い離脱すると、トゥルーリはその代役としてプロストに引き抜かれ、以後はマルケスが最終戦ヨーロッパGPまで参戦した。しかしこのシーズンもマシンの戦闘力が低く、ノーポイントとなった。
ブリアトーレはF1参戦を図るブリティッシュ・アメリカン・タバコ (BAT)へのチーム売却を画策したが、ミナルディ側の反対もあり、日本のコンストラクター童夢への売却交渉もあったが、同年11月、BATへのティレル売却が本決りになったことから、コンソーシアムのコントロールをフォンドメタル社のガブリエーレ・ルミへ一旦譲り、株式70%のコントロールは移転し、ルミが新オーナーというかたちなる。
1998年
マシンはM198となり、1993年に在籍していたグスタフ・ブルナーがテクニカルディレクターとして再加入。終盤にはプロストからディレクターのチェーザレ・フィオリオも加入した。マシンはフォードV10のカスタマーエンジンを搭載する。
ドライバーは右京がF1引退しチームを離脱。中野信治と契約交渉を行うが条件面で折り合わず決裂する。しかし偶然再会した中野とルミの直接交渉により誤解があった事が判明し無事契約に至った。エスティバン・トゥエロと共にフォーミュラ・ニッポン出身コンビとなるが、依然としてマシンの戦闘力が低く、カナダGPでの中野の7位が最高成績でこのシーズンもノーポイントに終わる。
1999年
ドライバーはマルク・ジェネと、フェラーリのテストドライバーを兼任するルカ・バドエルを起用。第2戦のみバドエルの代役としてステファン・サラザンがドライブした。
車輛については、この年から、ルミの持つリソースを投入した新体制になり、1995年から担当させていた空力チーフのマリアーノ・アルペリンに加えてフォンドテック主宰のジャン＝クロード・ミジョー自身が設計に関与し、ブルナー作のM01は戦闘力のあるマシンとして評価された。
第14戦ヨーロッパGPではバドエルが一時4位を走行。バドエルのリタイア後はジェネが6位入賞し、1995年以来のコンストラクターズポイントを獲得した。

#### 2000年代

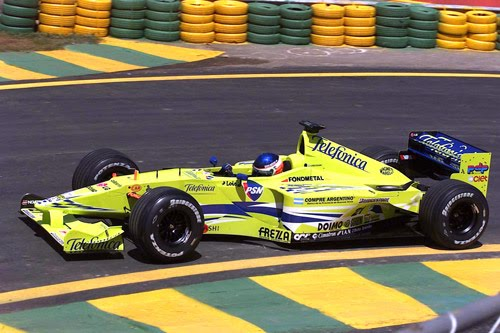
ガストン・マッツァカーネがドライブするM02（2000年）

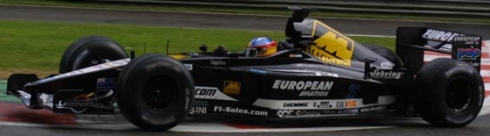
フェルナンド・アロンソがドライブするPS01（2001年）

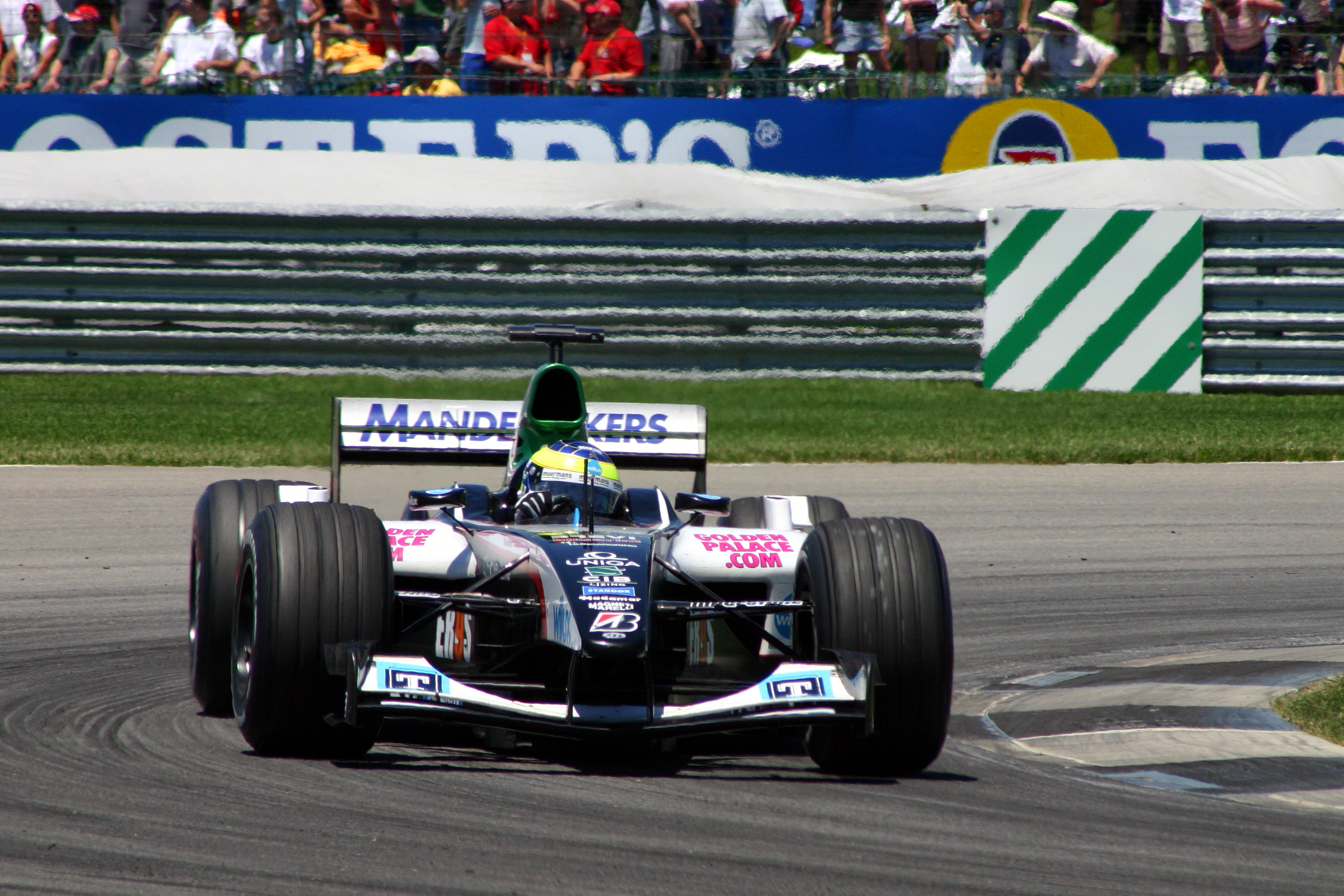
ゾルト・バウムガルトナー駆るPS04B（2004年アメリカGP）

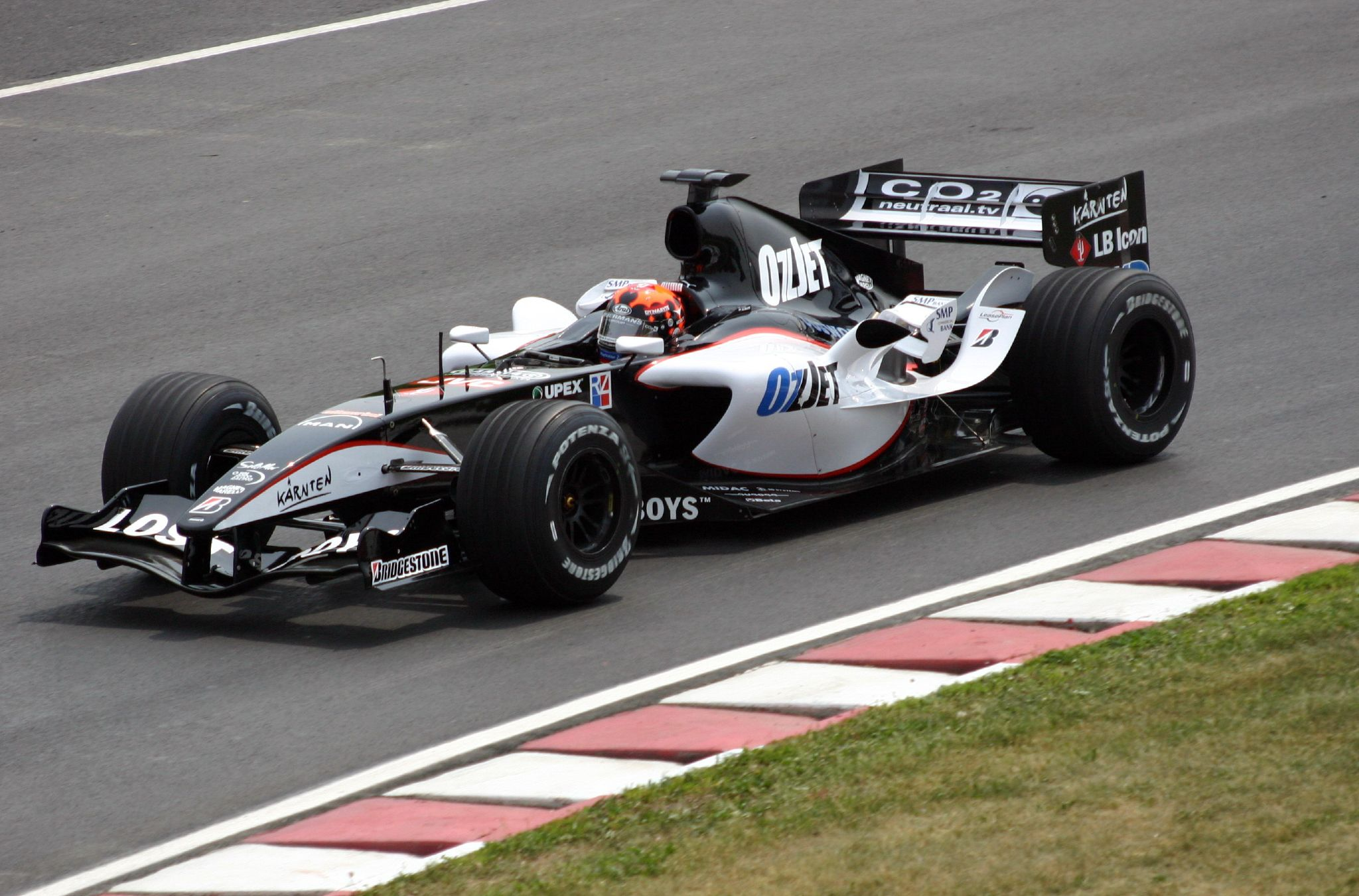
クリスチャン・アルバースが駆るPS05（2005年）

2000年
テレフォニカがメインスポンサーに就任。ルミの持つリソースの投入で、新車M02はF1界初のチタン鋳造ギアボックスケーシングを採用して注目された。コスワース・レーシング社の提供するフォードVJ Zetec-R V10エンジンのユーザーリビルドサポートサービスを利用して、チームによるエンジンリビルドでフォンドメタルバッヂエンジンを実現させた。ドライバーはジェネとガストン・マッツァカーネ。ノーポイントに終わるが、アメリカGPでは雨中でマッツァカーネがミカ・ハッキネンと一時3位争いを展開した。
深刻な経営難のため、オーナーのルミはパンアメリカン・スポーツ・ネットワーク (PSN)へチームを売却しようとしたが失敗。2001年になっても売却先が見つからず、チームスタッフにも不安が広がった。
そこへヨーロピアン航空グループ社長のポール・ストッダートが救いの手を差し伸べ、2001年2月にようやく参戦継続が決定した。
2001年
ストッダートが新オーナーに就任し、チーム名を「ヨーロピアン・ミナルディ」、マシンの名称を自身のイニシャルにちなんだPS01と改め再出発を図る。ドライバー集めやマシン製作などに割く時間は限られていたが、短期間で開幕戦出場にこぎつけた。創始者のジャンカルロ・ミナルディは育成担当マネージャーとしてチームに残ったが、デザイナーのグスタフ・ブルナーは翌年よりF1参戦を控えていたトヨタにヘッドハントされた。
ドライバーは出戻りのタルソ・マルケスと、ブリアトーレがマネージメントを担当する新人フェルナンド・アロンソ。アロンソはしばしばベネトンを予選で上回り、決勝では追い掛け回すほどの走りを見せ、その後の活躍への片鱗を見せた。終盤2戦はマルケスに代わり、マレーシアの政府系スポンサーを持ち込んだアレックス・ユーンがドライブした。
2002年
エンジンは前年アロウズが使用していたアジアテック（旧プジョー）V10を搭載。ドライバーはユーンがレギュラーに定着するが、シーズン中盤2戦はアンソニー・デビッドソンがドライブした。もう一名はアロンソがルノーのテストドライバーに就任したため、同じくブリアトーレ傘下のマーク・ウェバーを起用。
開幕戦オーストラリアGPではウェバーがF1デビュー戦で5位入賞。ユーンも7位完走と幸先良いスタートを切った。しかし、ストッダート体制でも資金難は解消されず、それ以上のポイント獲得はならなかった。
2003年
アジアテックの撤退により、2年落ちのコスワース・CR-3を搭載。ドライバーはヨス・フェルスタッペンと元国際F3000王者のジャスティン・ウィルソン。ウィルソンがシーズン中にジャガーへ移籍すると、ドイツGP以降はニコラス・キエーサを起用した。また、金曜特別走行枠ではジャンマリア・ブルーニにドライブの機会を与えた。
2004年
ストッダートは撤退したアロウズのA23を競売で買い取り、ミナルディ・PS04と改名。テストでPS03と比較し、2004年に投入することを示唆したが実現せず、2004年用のマシンとしてPS03を2004年レギュレーション対応版に改良しPS04Bと再命名して採用。なおPS04のシャーシは後にスーパーアグリに転売されスーパーアグリ・SA05として再利用された。ドライバーはレギュラーに昇格したブルーニと、ハンガリー初のF1ドライバー、ゾルト・バウムガルトナー。第9戦アメリカGPではバウムガルトナーが8位1ポイントを獲得した。
イギリスGPではチームのスポーティング・ディレクターだったジョン・ウォルトンが急逝し、追悼のためにマシンからスポンサーロゴを外して出走した。一般的には、これを無断で行ったため、メインスポンサーのウィラックスが契約を打ち切ってしまい、資金難に拍車がかかる結果と言われているが、後年のストッダートのインタビューによれば、ウィラックスはスポンサー料の支払いが遅れており、契約打ち切りの原因を作ったのは確かだが、遅かれ早かれ打ち切りになっていただろうと回想している。
2005年
第4戦サンマリノGPより、空力規定の変更に対応した久々のニューモデルPS05を投入。ドライバーはクリスチャン・アルバースとパトリック・フリーザッハー。第12戦ドイツGPよりフリーザッハーに代えてロバート・ドーンボスを起用し、オランダ人コンビとなった。
インディアナポリスで行われたアメリカGPは、ミシュランタイヤの耐久性が確保できないとして、ミシュラン勢が決勝レースを棄権。これによりブリヂストンユーザー3チーム（フェラーリ、ジョーダン、ミナルディ）の6台のみでレースを行い、ミナルディはアルバース、フリーザッハーの順で5、6位フィニッシュして計7ポイントを獲得した。これがシーズン中の全ポイントであり、ミナルディにとって最後の入賞記録となった。

#### チーム売却
ストッダートは2005年シーズン限りでミナルディを手放し、エナジードリンクメーカーのレッドブルへチームを売却することを決断。2005年9月10日のベルギーGP予選後に、同年11月1日よりレッドブルが全株式を取得することが発表された。チームの本拠地は引き続きファエンツァに置かれるが、2006年からはレッドブル・レーシングのジュニアチームの「スクーデリア・トロ・ロッソ」として参戦することとなり、20年に渡るミナルディの歴史に幕を下ろすことになった。この買収の際、レッドブル社が買収行為を「デリバリーピザを頼むように気軽に」と発言した事により、ミナルディのサポーターから恨まれた。
最後のレースとなった2005年の最終戦である中国GPまでに通算340戦参戦を果たした。これは当時の記録として、フェラーリ、マクラーレン、ロータス、ウィリアムズ、ティレル、ブラバムに次ぐ、歴代7位となるものである。これらの6チームはいずれもコンストラクターズタイトルを獲得したことがあるが、ミナルディは未勝利のまま参戦を終えた。

## F1撤退後
チーム創設者のジャンカルロ・ミナルディは、2006年よりイタリアのGPレーシングと共にユーロ3000選手権（旧・イタリアF3000選手権）に「Minardi Team」の名称で参戦を開始し、「ミナルディ」の名称は引き続きモータースポーツ界に残されることとなった。また2007年からはネルソン・ピケ率いるピケ・スポーツとのジョイントによりミナルディ・ピケスポーツを設立。GP2参戦を開始した（2007年限り）。
またポール・ストッダートは、2006年3月29日に「ヨーロピアン・ミナルディF1リミテッド」の名称で2008年のF1世界選手権へのエントリー申請を行ない、結果却下されたが、その後新たなレース活動をアメリカのチャンプカーに求めた。キース・ウィギンス率いるCTEレーシングHVMの株式の半数を取得する形で、2007年よりミナルディチームUSAの名称で参戦することが決定した。これにより、ヨーロッパではジャンカルロ・ミナルディが率いるミナルディ、アメリカではポール・ストッダート率いるミナルディと、2つのミナルディがそれぞれ異なるカテゴリーでレースに参戦することになった。
しかし、前述の通りGP2でのジョイントは1年で終了、チャンプカーシリーズが2008年よりIRLへ統合され、IRLへの転向も見送ることとなったため、再びミナルディの名はレースシーンから消えることとなってしまった。
が、2011年にフォーミュラ・ルノー3.5世界選手権にジャンカルロ・ミナルディの息子、ジョバンニ・ミナルディ率いるBVMターデットチームが参戦することが、オートスポーツWebの2010年10月12日付の記事で報じられた。それによると、BVMチームはすでにイタリアF3選手権などに参戦はしていたが、世界転戦型のモータースポーツカテゴリーに参戦するのはこれが初めてであった。
2016年からはジャンカルロ・ミナルディが主催するクラシックカーイベント「ヒストリック・ミナルディ・デイ」がイモラ・サーキットで開催されている。

## 新人ドライバー発掘
ミナルディチームは上記の通り有力ドライバーを雇えない一方で、新人発掘には優れていた。古くは、ミナルディから計6シーズンに参戦したマルティニをはじめ、アレッサンドロ・ナニーニもミナルディからF1デビューした。特に1990年代後半からはフラビオ・ブリアトーレのマネージメント契約下にあるドライバーにシートを与え、ジャンカルロ・フィジケラ、ヤルノ・トゥルーリ、フェルナンド・アロンソ、マーク・ウェバーといった有力ドライバーがミナルディからデビューを果たしてトップチームへとステップアップしていった。中でもアロンソは2005年・2006年にミナルディ出身ドライバーとして2年連続ワールドチャンピオンを獲得した。
また、その他のミナルディ在籍者の中には片山右京や中野信治、アレックス・ユーンやステファン・サラザンなど、F1以外のモータースポーツで活躍するドライバーもいる。

### ミナルディ出身のF1優勝者
ここではミナルディでデビューして後にF1で優勝を記録したドライバーを初優勝の記録順に挙げる。カッコ内は初優勝達成レースと当時の所属チーム。
- アレッサンドロ・ナニーニ（89年日本GP、ベネトン）
- ジャンカルロ・フィジケラ（03年ブラジルGP、ジョーダン）
- フェルナンド・アロンソ（03年ハンガリーGP、ルノー）
- ヤルノ・トゥルーリ（04年モナコGP、ルノー）
- マーク・ウェバー（09年ドイツGP、レッドブル）

## エピソード

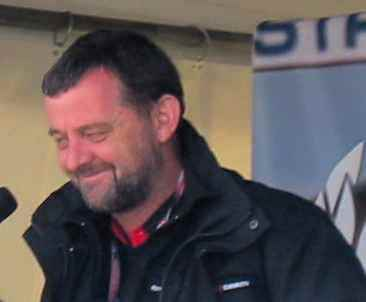
ポール・ストッダート

日本との関係
ミナルディにはF2時代より日本人の佐々木正マネージャー（通称：ササキーニ）が在籍していた。F2時代からエンケイ製ホイールを使用していたのも佐々木のコーディネートによるものであった。スクーデリア・イタリアとの合併後にミナルディを離脱し、その後は童夢のマネージャーとして童夢・F105のF1参戦プロジェクトに参加していた。一時は「童夢の車がミナルディで走るのでは」と噂になり、この噂に当時童夢側は激怒して、噂を報じた雑誌に抗議した。しかし後に佐々木は童夢公式サイトの連載コラムにおいて、バーニー・エクレストンの仲介により、2000年頃にオランダの投資家グループと共にミナルディ買収に動いたことを明かしている。
バブル景気下では日本企業が大小の規模でミナルディのスポンサーとなった。パイオニア（音響機器）の他にトキメック（計測器機）、カデット（講談社の雑誌）、中日新聞（東京中日スポーツ）、OMMG（結婚相談所）、神奈川クリニック（形成外科）などがある。またミナルディでドライバーを務めた片山は日本たばこ産業（マイルドセブン）、中野はエイベックスの個人スポンサーを持ち込んでいる。
"ミスター・ミナルディ"の奮闘
F2時代からミナルディのステアリングを握ったピエルルイジ・マルティニはその関係と活躍から「ミスター・ミナルディ」の異名をとった。実際にマルティニはそのキャリアにおいて、解雇と復帰を繰り返しながら出走124戦中107戦・6シーズンをミナルディから出走しており、さらに残り16戦は1992年所属のスクーデリア・イタリアで後にミナルディと合併しているため、実質的には1戦除き全てミナルディから出走している。このように関係は非常に深く、またそのキャリア内で多くのチーム記録や功績を残している。主な功績は以下の通り（前述の内容も含む。）
- チーム予選最高位：2位（1990年アメリカGP）
- チーム決勝最高位：4位（1991年サンマリノGP、1991年ポルトガルGP）
- チーム年間成績最高位：7位（1991年）
- 1989年イギリスGP……入賞しなければ予備予選組に落ちる瀬戸際の中、チームメイトのサラとともに入賞しチームを救う
- 1991年ポルトガルGP……フェラーリのジャン・アレジに対し背後まで迫り、終盤まで追い回す

食事はポディウムの頂点
ミナルディのモーターホームで供される食事は非常に美味しいことで有名であった。特にパスタとエスプレッソが絶品といわれており、他チームのドライバーやメディア関係者が食事目当てにしばしば遊びに来ていた。アイルトン・セナがパスタの常連客だったことは有名である。セナはこのパスタのお礼に現役最後の一年はミナルディから無給で参戦することを計画していた。また、ミナルディはこの食事を振る舞うために、他のチームよりも比較的大きく食材運搬などのためのコストを割いていると言われていた。そうした基本姿勢が縁になった訳では無いと言われているが、パスタ製造で世界有数の食品企業であるバリラ社の御曹司、パオロ・バリッラ（バリッラ自身はバリラ社の直接の支援は受けていない）がミナルディをドライブ（1989年-1990年参戦）していたこともある。またアレッサンドロ・ナニーニがベネトン移籍後も昼食はいつもミナルディのパスタを食べに来ていたため、1991年のフェラーリエンジン獲得発表後は「ミナルディにナニーニが復帰する。その証拠にいつもミナルディにパスタを食べにくるふりをして交渉している」と報じるイタリアメディアもあった。
"Ferrarldi"が本家フェラーリを追い回す
1991年、フェラーリエンジンを搭載したミナルディ。第13戦ポルトガルGP決勝で3位を走っていたフェラーリのアレジを、フェラーリエンジンのミナルディ・通称"フェラルディ"を駆るマルティニが追い回すという展開が見られた。結局アレジがそのまま逃げ切り、表彰台は逃したがマルティニは4位でチェッカーを受けた。結局、これがF1でのミナルディのチーム史上最上位の成績だった。
自動タイヤ洗浄機開発
2000年のイタリアGPで、自社開発した自動タイヤ洗浄機を発表。“SPEED WASH 2000”と銘打ち、他のチームに1台160万円で販売しようとした。しかし評判は「時間がかかる・うるさい・手洗いのほうが圧倒的に綺麗になる」という最悪三拍子で、結局1台も売れなかった。「そんなものを作る暇があるならマシンの開発をしろ」などと揶揄されたことは言うまでもない。ちなみに、2002年の同GPで改良版が発表された。
ストッダートの奮戦
ストッダートは、高騰し過ぎたF1参戦費用の改善を求めバーニー・エクレストンや他チーム（特にフェラーリ）首脳に対し過激な発言を繰り返していた。
また、同じくプライベーターF1チームであるジョーダンのオーナーであったエディ・ジョーダンとは対照的に、個人資産を削ってまでミナルディチームを参戦させ続けた。
シャンパンファイト
2002年開幕戦オーストラリアGP、地元でのF1デビューとなったマーク・ウェバーは決勝で5位入賞を果たし、ミナルディに3年ぶりのポイントをもたらした。オーストラリアは当時のチームオーナーであるポール・ストッダートの地元であったこともあり、正規の表彰式終了後にミナルディのスタッフはわざわざFIAに許可を取って表彰台に上り、シャンパンファイトを行った。
ポールポジション獲得
2003年第10戦フランスGP予選1回目のことであった。セッションの序盤は、雨で路面はウェット状態だったが徐々に乾いていき、後になればなるほど有利な状況となった。このセッションは獲得ポイントが多い順にアタックするものであり、最後にドライタイヤを履いてアタックした（つまりこの時点で最も獲得ポイントが少なかった）ミナルディのヨス・フェルスタッペンが暫定ポールポジションを獲得。暫定とはいえ、ミナルディにとって初の快挙だった。もうひとりのジャスティン・ウィルソンも2番手タイムをマークしたが、メカニックのミスで重量規定違反となりノータイム扱いだった。しかしこれは土曜予選の出走順を決めるためだけのものであり、結局決勝レースは指定席からのスタートとなった。
自慢の2シーターカー
ミナルディは世界各地で2シーターカーの乗車イベントを開いていた。2001年8月にイギリスで開かれた2シーターの模擬レースでは、元F1チャンピオンのナイジェル・マンセルが後ろにゲストを乗せ参加。自身のトレードマークである赤いゼッケン5のマシンを駆ったマンセルは、ゴール寸前の車に追突した。マシンが宙を舞う派手なクラッシュだったが、幸いケガ人はいなかった。当たり前にマンセルらしいエピソードではあり、マンセルの後部シートに乗る判断がそもそも考えものであるが、ゲストは肝を冷やしたことだろう。ちなみにこのとき追突されたマシンをドライブしていたのはフェルナンド・アロンソで、レースの勝者はオーナーのストッダートだった。
後身による優勝
ミナルディの後身であるスクーデリア・トロ・ロッソは、ミナルディ最大の弱点であった資金問題を克服して、2008年にホーム・グランプリであるイタリアGPでポールトゥウィンで初勝利を飾った。このときのドライバーのセバスチャン・ベッテルは、2010年に史上最年少のF1世界チャンピオンとなった。
2020年にはスクーデリア・トロ・ロッソから改称してスクーデリア・アルファタウリとなり、ピエール・ガスリーが自身の初優勝を達成。舞台となったのは、奇しくも再びイタリアGPであった。

## 記録
- 出走 - 340レース（歴代7位）
- 総獲得ポイント - 38ポイント
- 予選最高位 - 2位（1990年第1戦アメリカGP）
- 決勝最高位 - 4位（1991年第3戦サンマリノGP、1991年第13戦ポルトガルGP、1993年第1戦南アフリカGP）
- コンストラクターズ・ランキング最高位 - 7位／18チーム中（1991年、6ポイント）

## チーム首脳
- チーム代表（オーナー）
  - 1985年 - 2000年　ジャンカルロ・ミナルディ
    - 1996年　フラビオ・ブリアトーレ
    - 1997年 - 2000年　ガブリエル・ルミ

  - 2001年 - 2005年　ポール・ストッダート
- 若手ドライバー育成担当ディレクター
  - 2001年 - 2005年　ジャンカルロ・ミナルディ
- テクニカル・ディレクター
  - 1985年 - 1988年　ジャコモ・カリーリ
  - 1989年 - 1995年　アルド・コスタ
  - 1996年 - 1998年　ガブルエル・トレドッツィ（1996年と1997年はマウロ・ジェッナーリと協同）
  - 1999年 - 2000年　グスタフ・ブルナー
  - 2001年 - 2005年　ガブルエル・トレドッツィ

## 変遷表
太字のドライバーはその年ミナルディからデビュー（決勝初出走）。「*」が付いているドライバーは欠場あり。
| 年     | エントリー名                             | 車体*1           | タイヤ | エンジン*2                                        | ドライバー | ランキング /参戦総数, pts.*3,*4 |
| ------ | ---------------------------------------- | ---------------- | ------ | ------------------------------------------------- | --- | ------------------------------- |
| 1985年 | ミナルディ・チーム                       | M185             | P      | フォード DFV V8 モトーリ・モデルニ615-90 V6ターボ | ピエルルイジ・マルティニ (1カーエントリー) | 12位 / 18 0 pt.                 |
| 1986年 | ミナルディ・チーム                       | M185B M186       | P      | モトーリ・モデルニ615-90 V6ターボ                 | アンドレア・デ・チェザリス アレッサンドロ・ナニーニ | 12位 / 14 0 pt.                 |
| 1987年 | ミナルディ・チーム                       | M186             | G      | モトーリ・モデルニ615-90 V6ターボ                 | エイドリアン・カンポス アレッサンドロ・ナニーニ | 14位 / 16 0 pt.                 |
| 1988年 | ロイス・ミナルディ・チーム               | M188             | G      | フォード DFZ V8                                   | エイドリアン・カンポス (第5戦まで) ルイス・ペレス＝サラ ピエルルイジ・マルティニ (第6戦以降)                                                                              | 10位 / 18 1 pt.                 |
| 1989年 | ミナルディ・チーム                       | M188B M189       | P      | フォード DFR V8                                   | ピエルルイジ・マルティニ* ルイス・ペレス＝サラ パオロ・バリラ (第15戦) | 11位 / 20 6 pts.                |
| 1990年 | SCM・ミナルディ・チーム                  | M189B M190       | P      | フォード DFR V8                                   | ピエルルイジ・マルティニ パオロ・バリッラ (第14戦まで) ジャンニ・モルビデリ (第15戦と最終第16戦)                                                                          | 13位 / 19* 0 pt.                |
| 1991年 | ミナルディ・チーム                       | M191             | G      | フェラーリTipo036,037 V12                         | ピエルルイジ・マルティニ ジャンニ・モルビデリ* ロベルト・モレノ (最終第16戦)                                                                                              | 7位 / 19* 6 pts.                |
| 1992年 | ミナルディ・チーム                       | M191B M191L M192 | G      | ランボルギーニ3512 V12                            | ジャンニ・モルビデリ クリスチャン・フィッティパルディ* アレッサンドロ・ザナルディ (第9戦～第11戦)                                                                         | 12位 / 16 1 pt.                 |
| 1993年 | ミナルディ・チーム                       | M193             | G      | フォードHB6 V8                                    | クリスチャン・フィッティパルディ (第14戦まで) ファブリツィオ・バルバッツァ (第8戦まで) ピエルルイジ・マルティニ (第9戦以降) ジャン＝マルク・グーノン (第15戦と最終第16戦) | 8位 / 13 7 pts.                 |
| 1994年 | ミナルディ・スクーデリア・イタリア       | M193B M194       | G      | フォードHB6,7 V8                                  | ミケーレ・アルボレート ピエルルイジ・マルティニ | 10位 / 14 5 pts.                |
| 1995年 | ミナルディ・スクーデリア・イタリア       | M195             | G      | フォードED V8                                     | ルカ・バドエル ピエルロイジ・マルティニ (第9戦まで) ペドロ・ラミー (第10戦以降)                                                                                           | 10位 / 13 1 pt.                 |
| 1996年 | ミナルディ・チーム                       | M195B            | G      | フォードED V8                                     | ペドロ・ラミー ジャンカルロ・フィジケラ (開幕戦、第4戦～第10戦) タルソ・マルケス (第2戦と第3戦) ジョバンニ・ラバッジ (第11戦以降)                                         | 10位 / 11 0 pt.                 |
| 1997年 | ミナルディ・チーム                       | M197             | B      | ハート830 AV7 V8                                  | 片山右京 ヤルノ・トゥルーリ (第7戦まで) タルソ・マルケス (第8戦以降) | 11位 / 12* 0 pt.                |
| 1998年 | ミナルディ・チーム                       | M198             | B      | フォードP6（ZETEC-R） V10                         | 中野信治 エスティバン・トゥエロ | 10位 / 11 0 pt.                 |
| 1999年 | フォンドメタル・ミナルディ・フォード     | M01              | B      | フォードVJ（ZETEC-R） V10                         | ルカ・バドエル* マルク・ジェネ ステファン・サラザン (第2戦) | 10位 / 11 1 pt.                 |
| 2000年 | テレフォニカ・ミナルディ・フォンドメタル | M02              | B      | フォンドメタル (フォード VJ（ZETEC-R) V10)        | マルク・ジェネ ガストン・マッツァカーネ | 10位 / 11 0 pt.                 |
| 2001年 | ヨーロピアン・ミナルディ・F1             | PS01 PS01B       | M      | ヨーロピアン (フォード VJ（ZETEC-R) V10)          | フェルナンド・アロンソ タルソ・マルケス (第14戦まで) アレックス・ユーン (第15戦以降)                                                                                      | 11位 / 11 0 pt.                 |
| 2002年 | KL・ミナルディ・アジアテック             | PS02             | M      | アジアテックAT02 V10                              | マーク・ウェバー アレックス・ユーン* アンソニー・デビッドソン (第13戦と第14戦)                                                                                            | 9位 / 11 2 pts.                 |
| 2003年 | ヨーロピアン・ミナルディ・コスワース     | PS03             | B      | コスワースCR-3 V10                                | ヨス・フェルスタッペン ジャスティン・ウィルソン (第11戦まで) ニコラス・キエーサ (第12戦以降)                                                                              | 10位 / 10 0 pt.                 |
| 2004年 | ミナルディ・コスワース                   | PS04B            | B      | コスワースCR-3L V10                               | ゾルト・バウムガルトナー ジャンマリア・ブルーニ | 10位 / 10 1 pt.                 |
| 2005年 | ミナルディ・コスワース                   | PS04B PS05       | B      | コスワースCK2004,TJ2005 V10                       | クリスチャン・アルバース パトリック・フリーザッハー (第11戦まで) ロバート・ドーンボス (第12戦以降)                                                                        | 10位 / 10 7 pts.                |

*1 車体：1980年代の車体形式番号について、日本では「M185」のように数字3桁で、その他の国では「M85」のように数字2桁で書く傾向がある。
*2 エンジン：1985年は開幕戦と第2戦のみフォード・コスワースDFVエンジンを使用し、第3戦以降はモトーリ・モデルニに変更した。
*3 参戦総数：1990年は19チームがエントリーしたが、ライフが全戦予備予選落ち（途中撤退）、コローニが全戦予備予選／予選落ちしているため、決勝を走ったのは17チームである。1991年もエントリーは19チームだったが、コローニが全戦予備予選落ち、実質的には18チームである。同様に、1997年は12チームがエントリーしたが、復活参戦のローラが開幕戦で予選落ちして決勝を一度も走ることなく撤退したため、決勝を走ったのは11チームのみである。
*4 順位：無得点に終わった年については、デッドヒート制により、順位を求めている。無得点の年を最下位タイと考えず、かつ1997年を除外すると、ミナルディがF1で最下位となった年は2001年、2003年、2004年、2005年の4回である（史上最多）。

## ギャラリー
- ノーマルノーズ型（1985年 - 1994年）

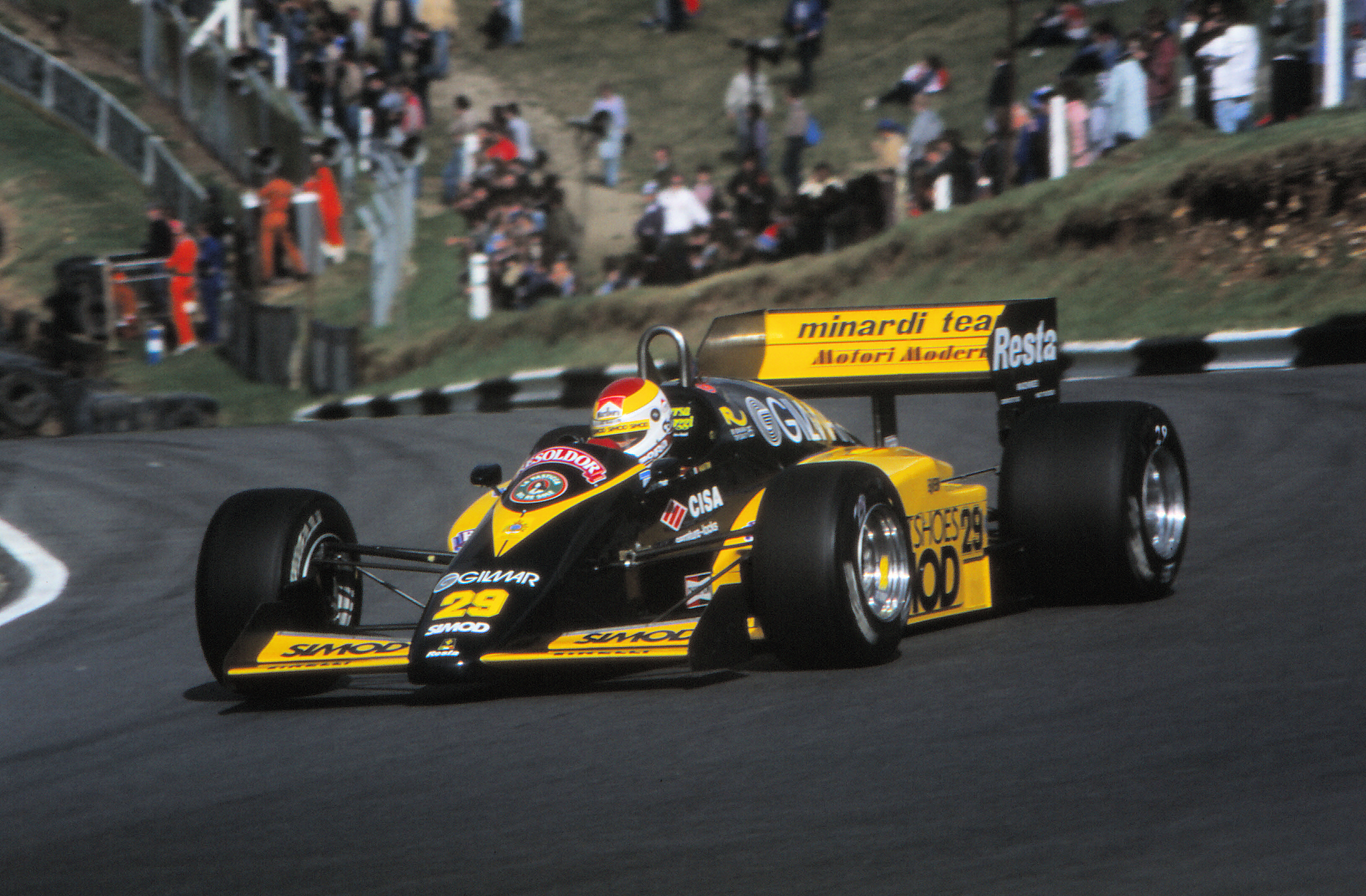
M185 モトーリ・モデルニ
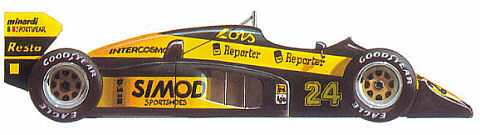
M186 モトーリ・モデルニ (1987仕様)
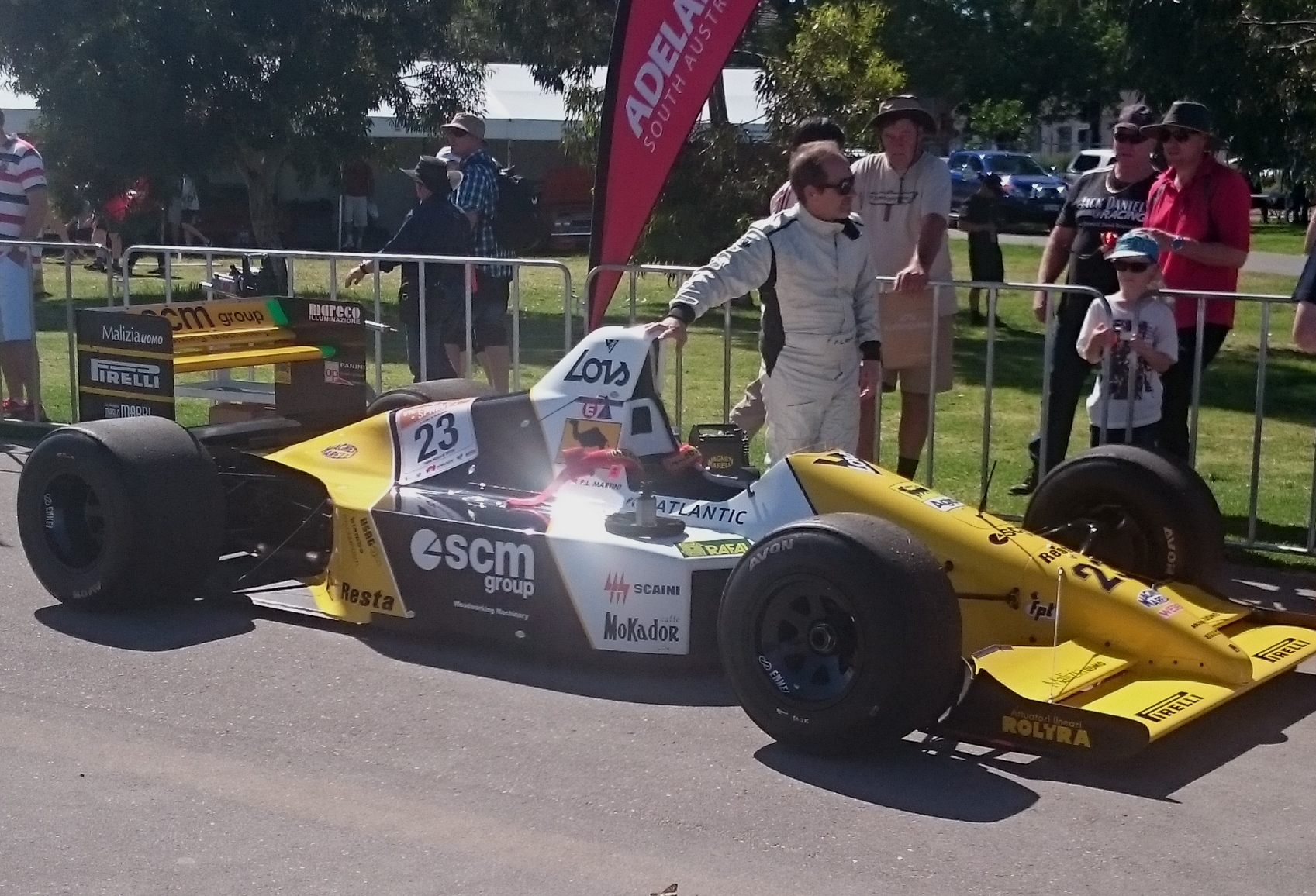
M189 フォード
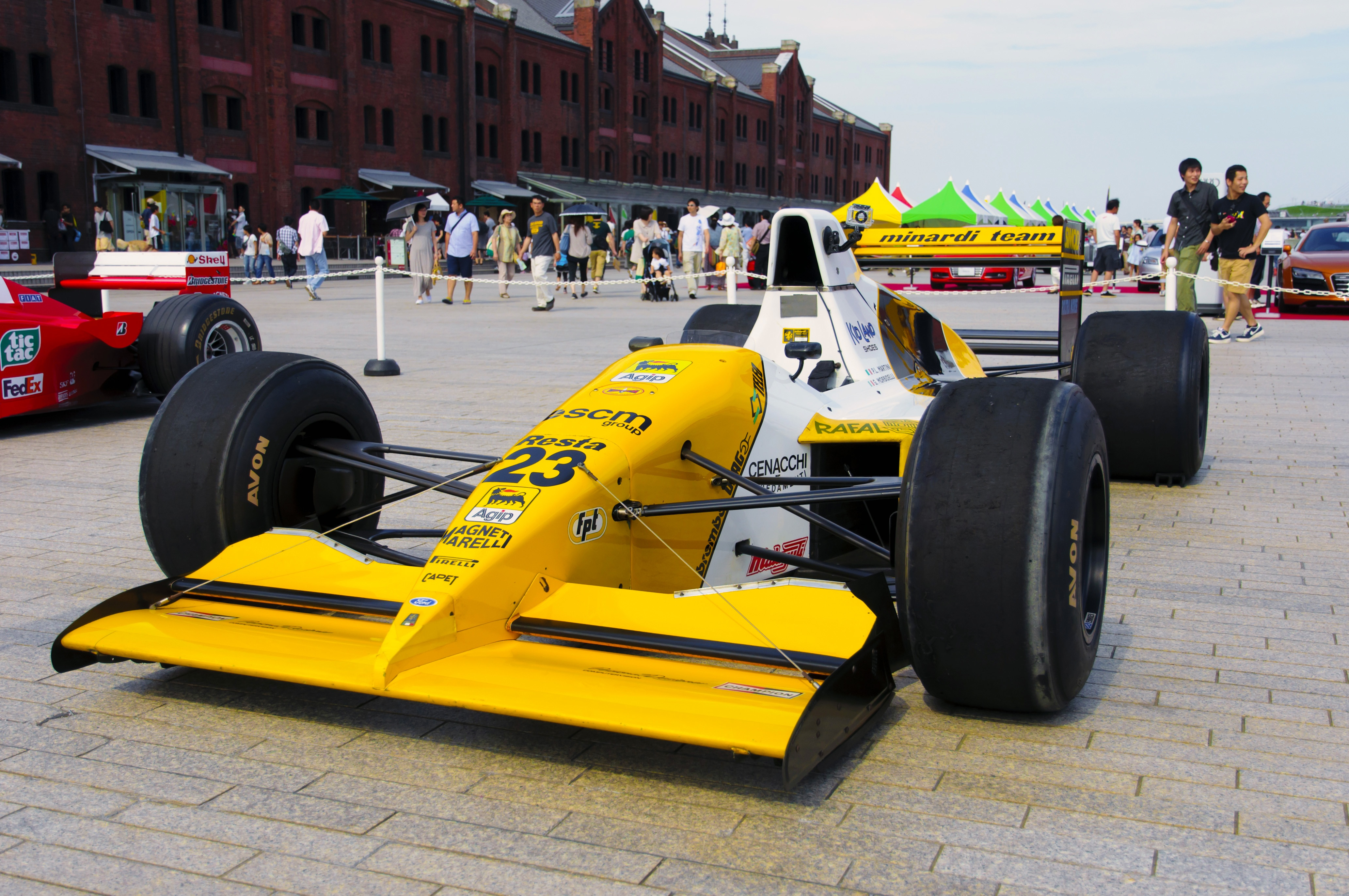
M190 フォード
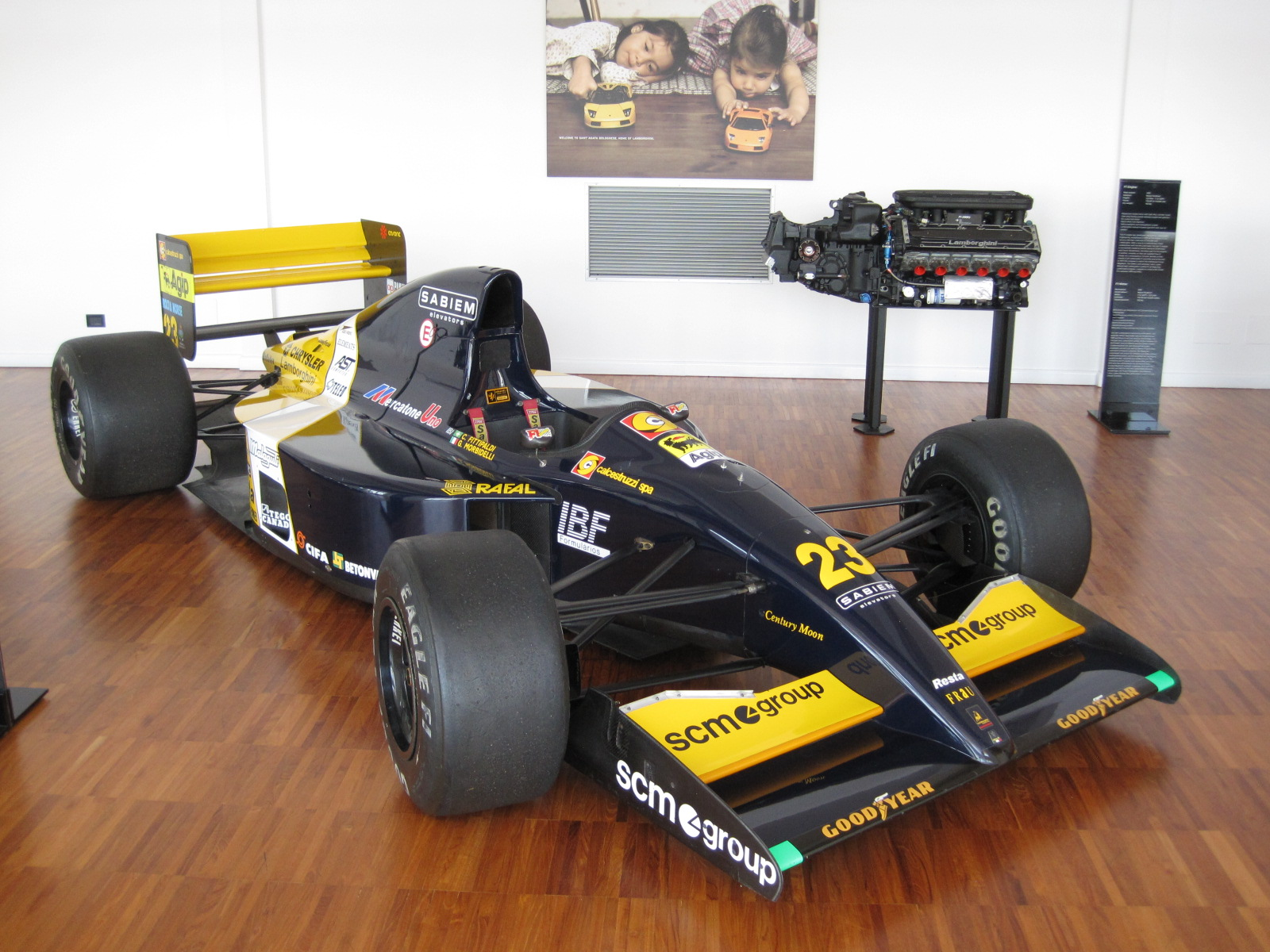
M191L ランボルギーニ
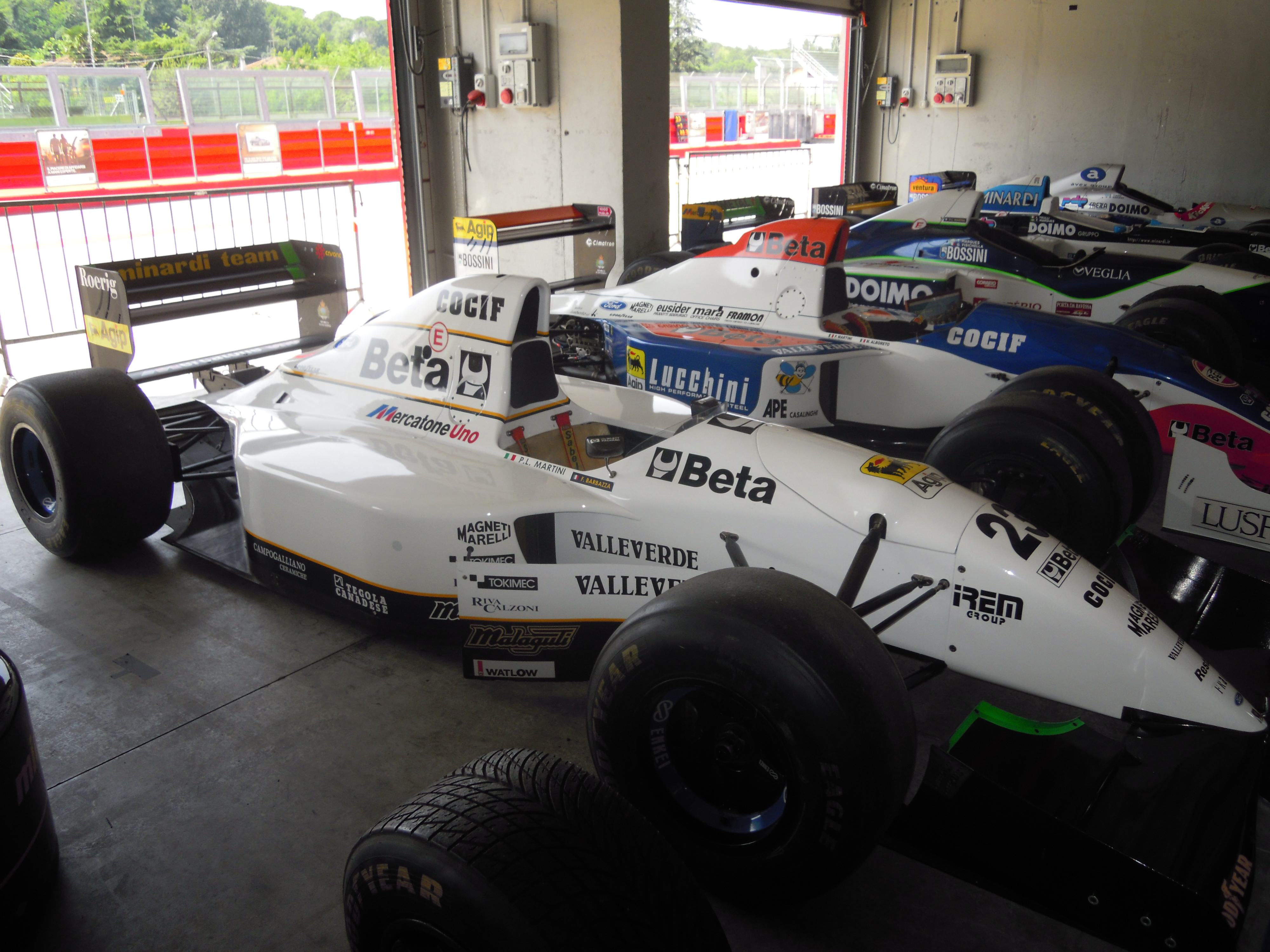
M193 フォード
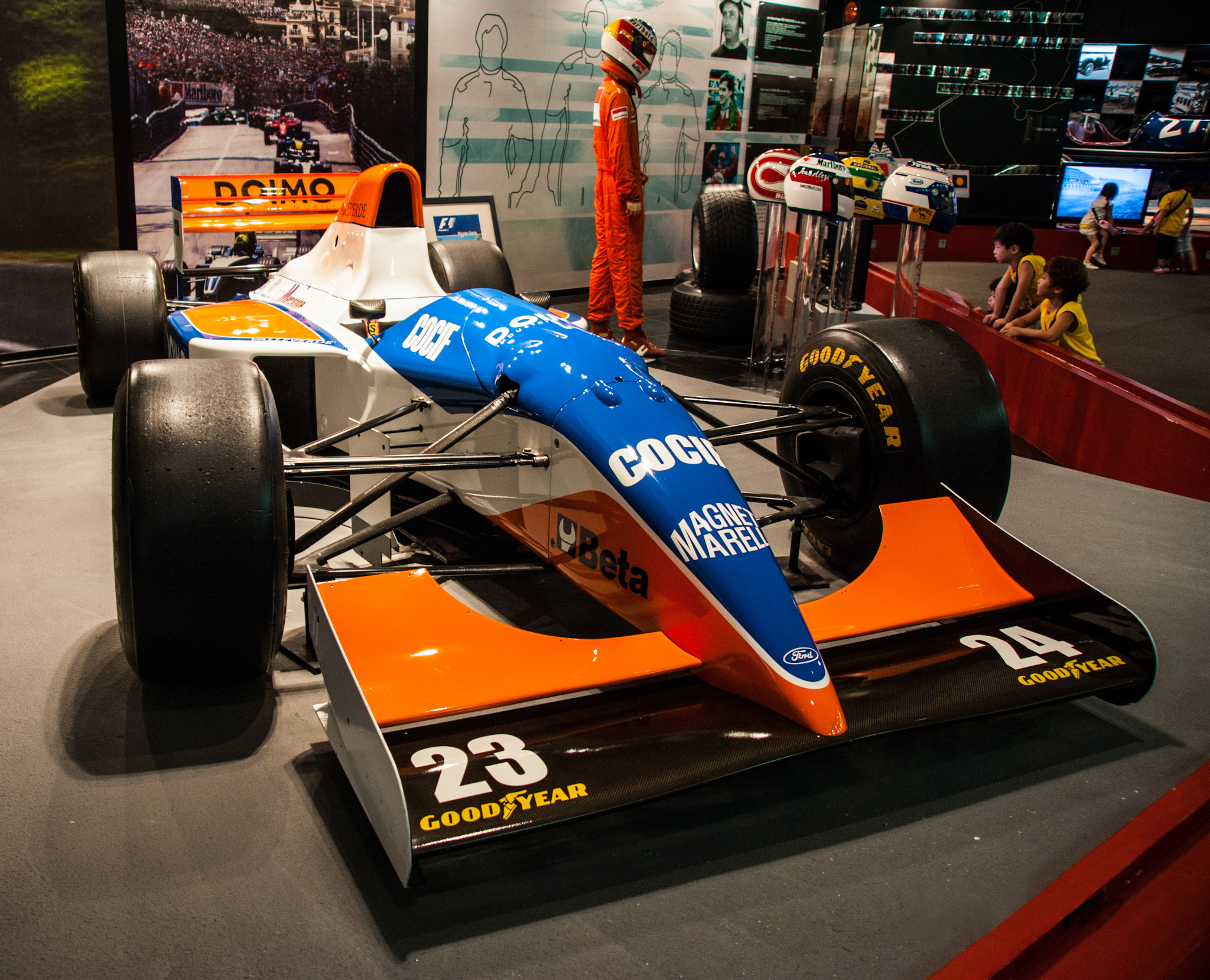
M193B フォード
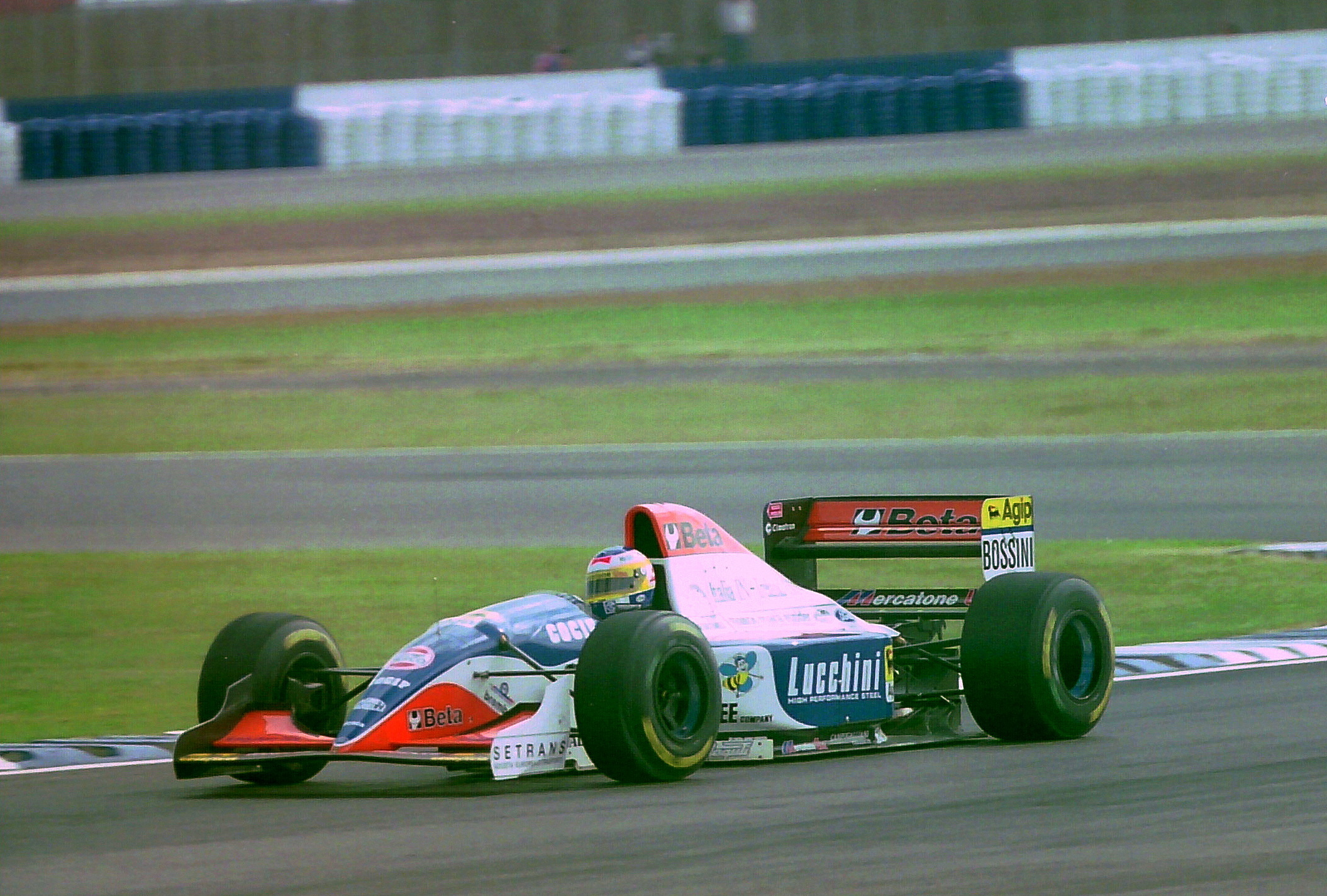
M194 フォード

- ハイノーズ型（1995年 - 2005年）

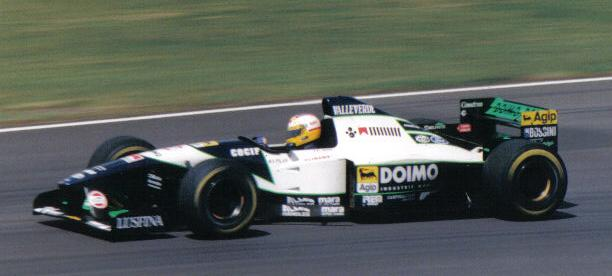
M195 フォード
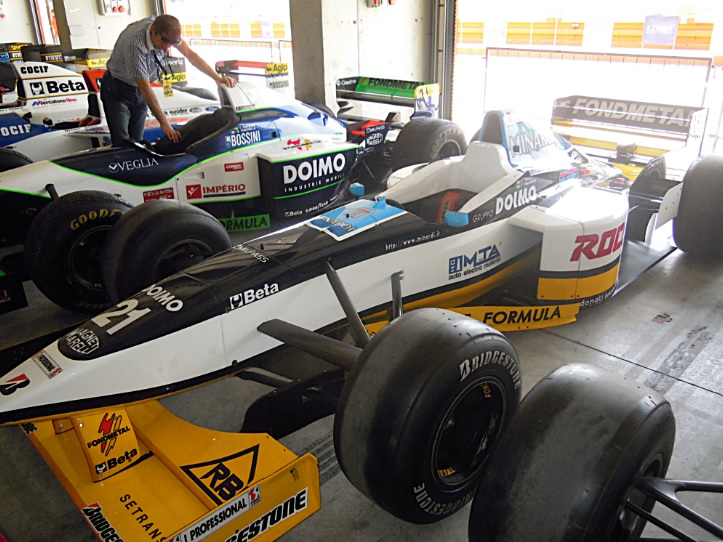
M197 ハート
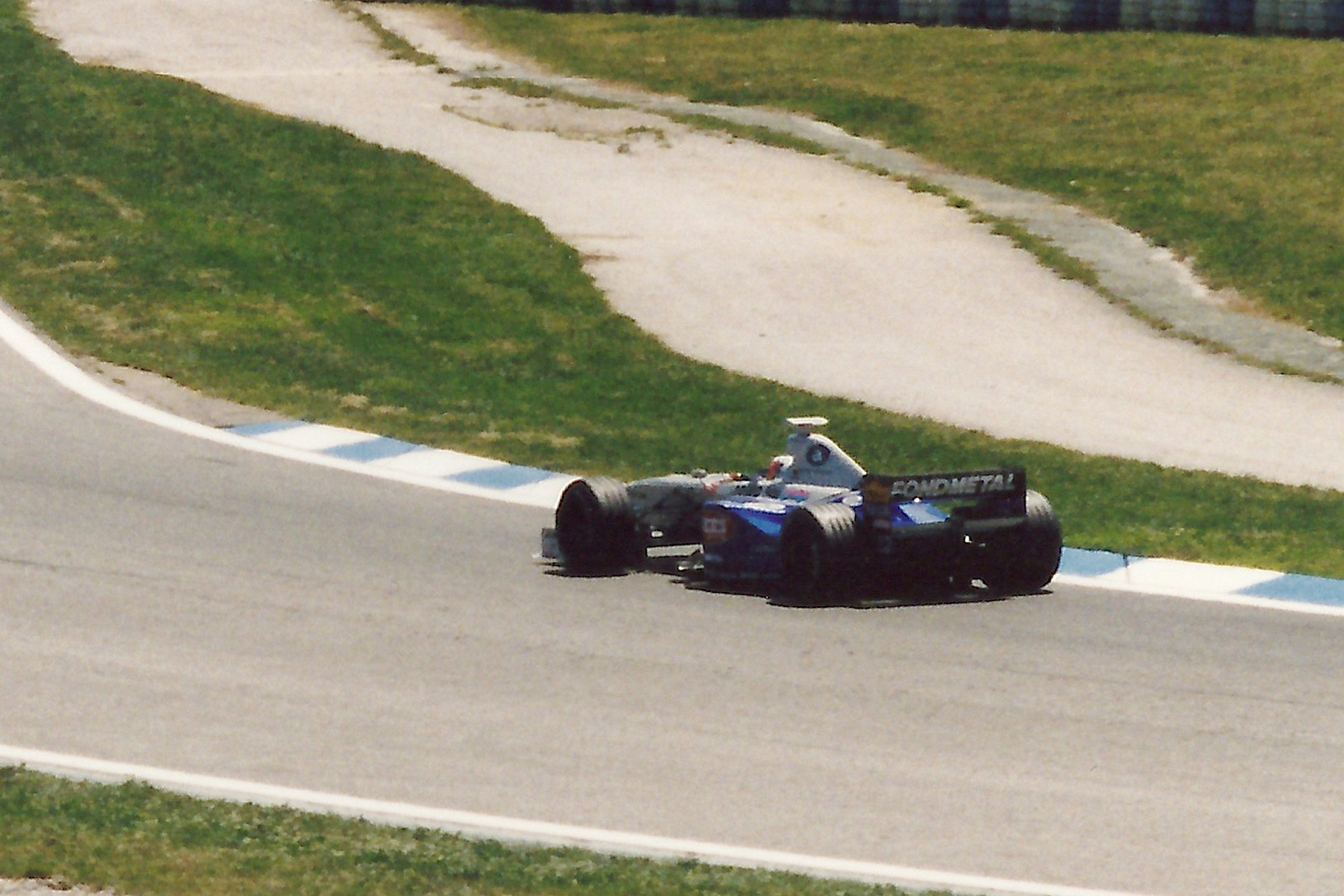
M198 フォード
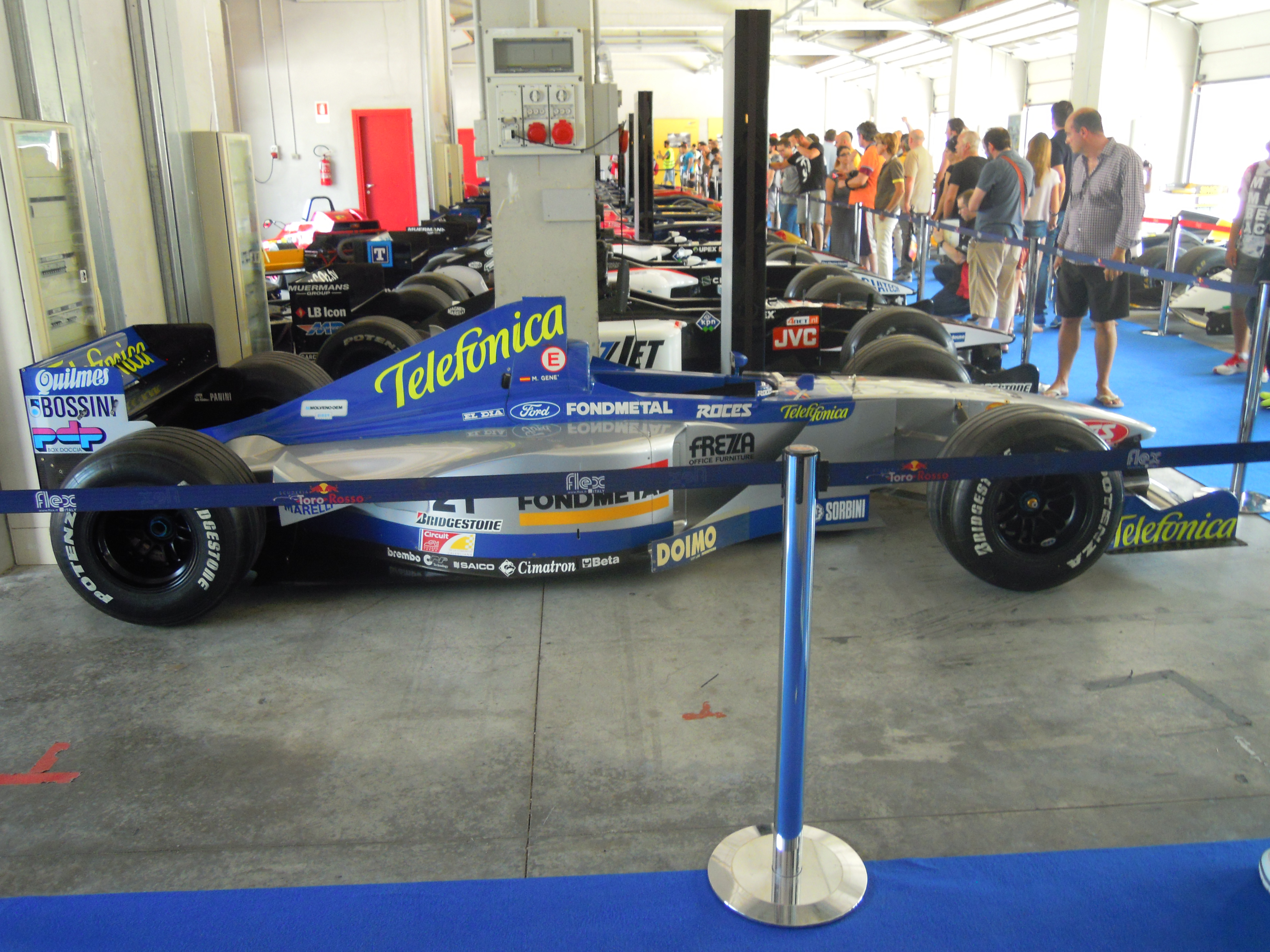
M01 フォード
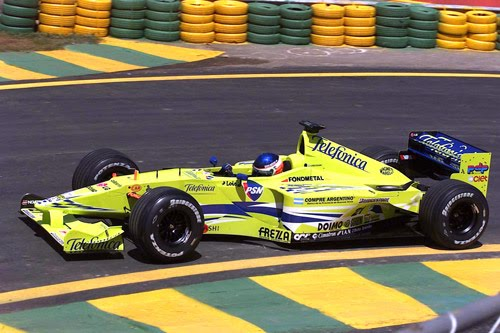
M02 フォンドメタル
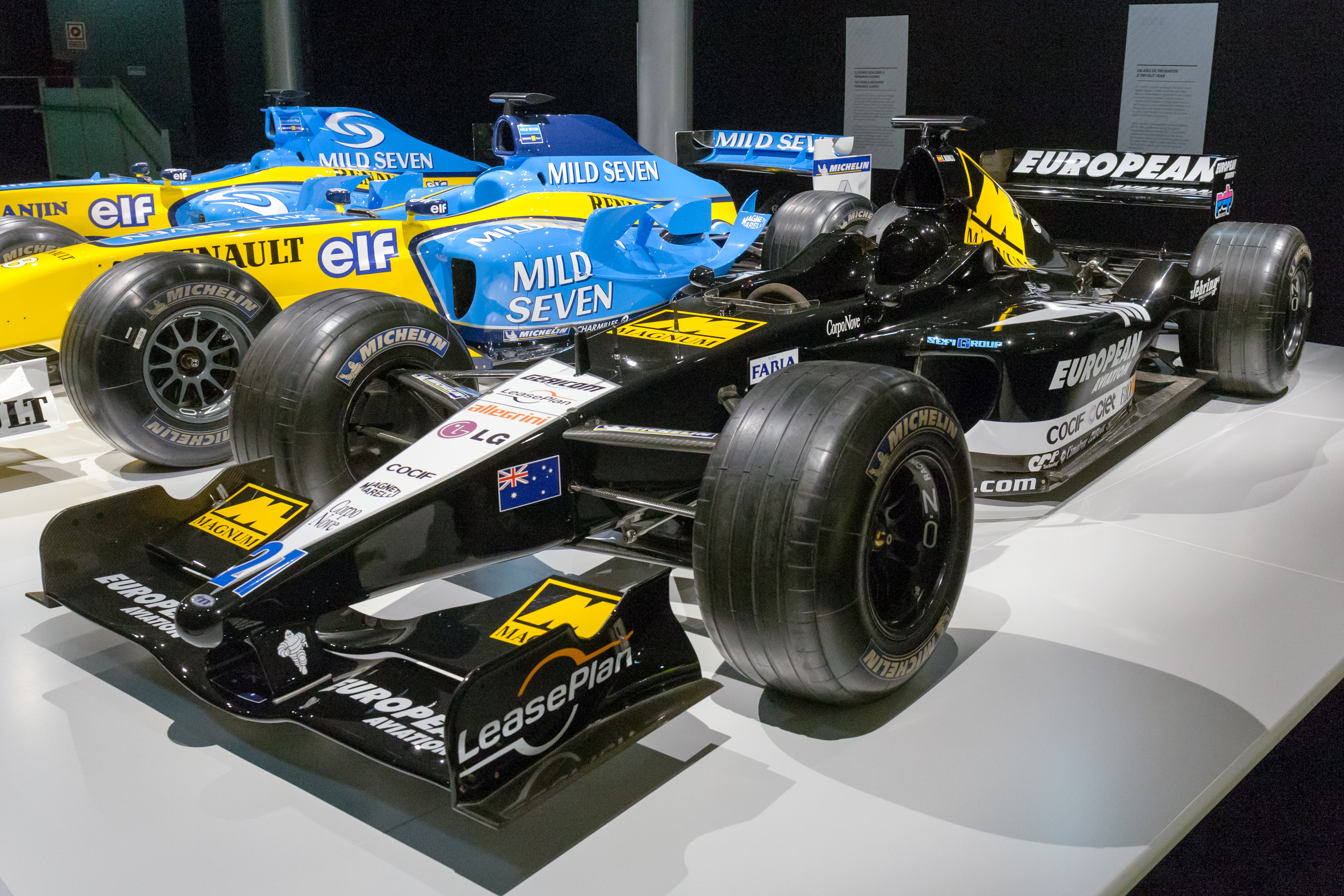
PS01 ヨーロピアン
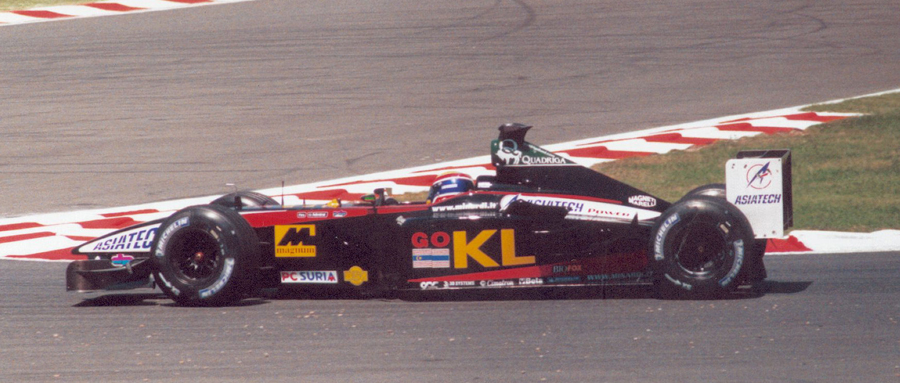
PS02 アジアテック
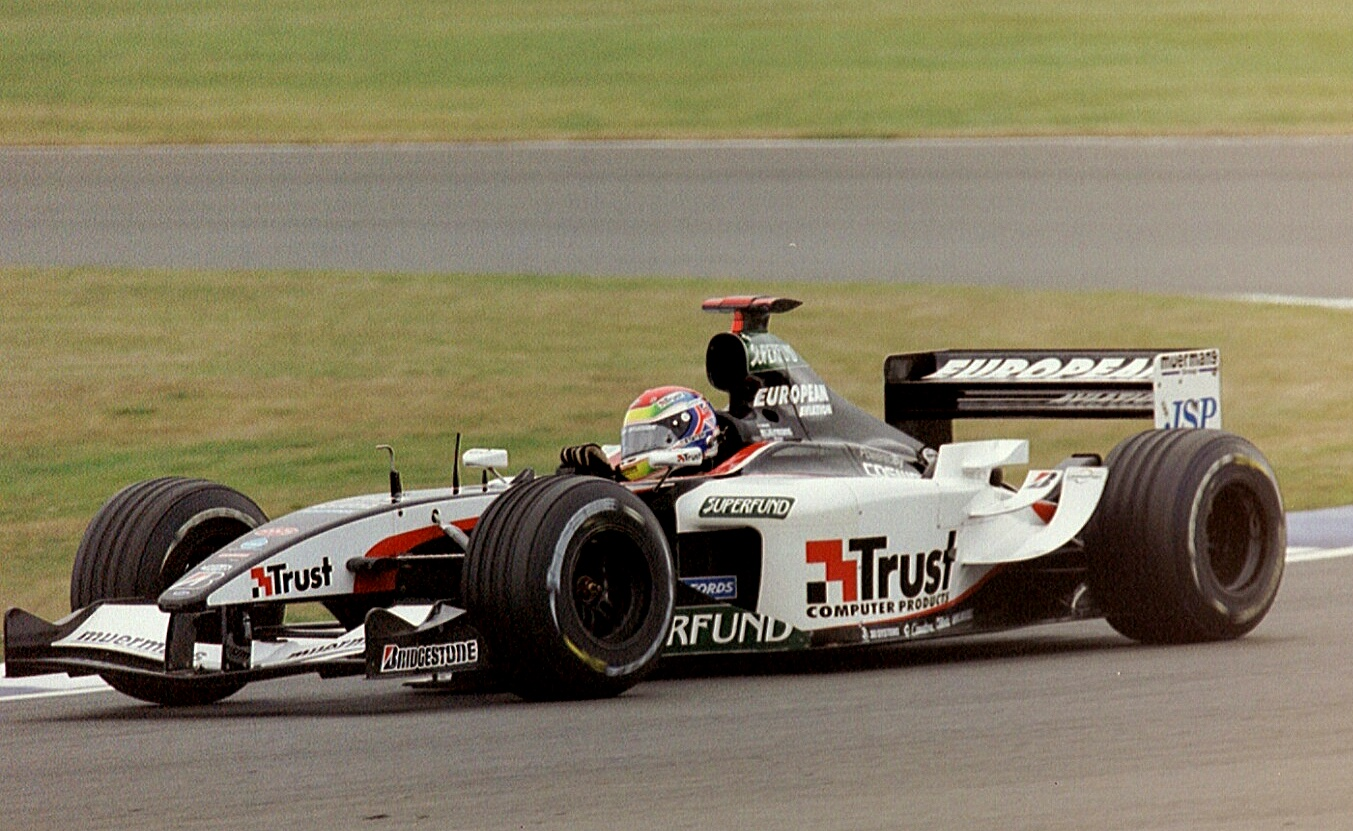
PS03 コスワース
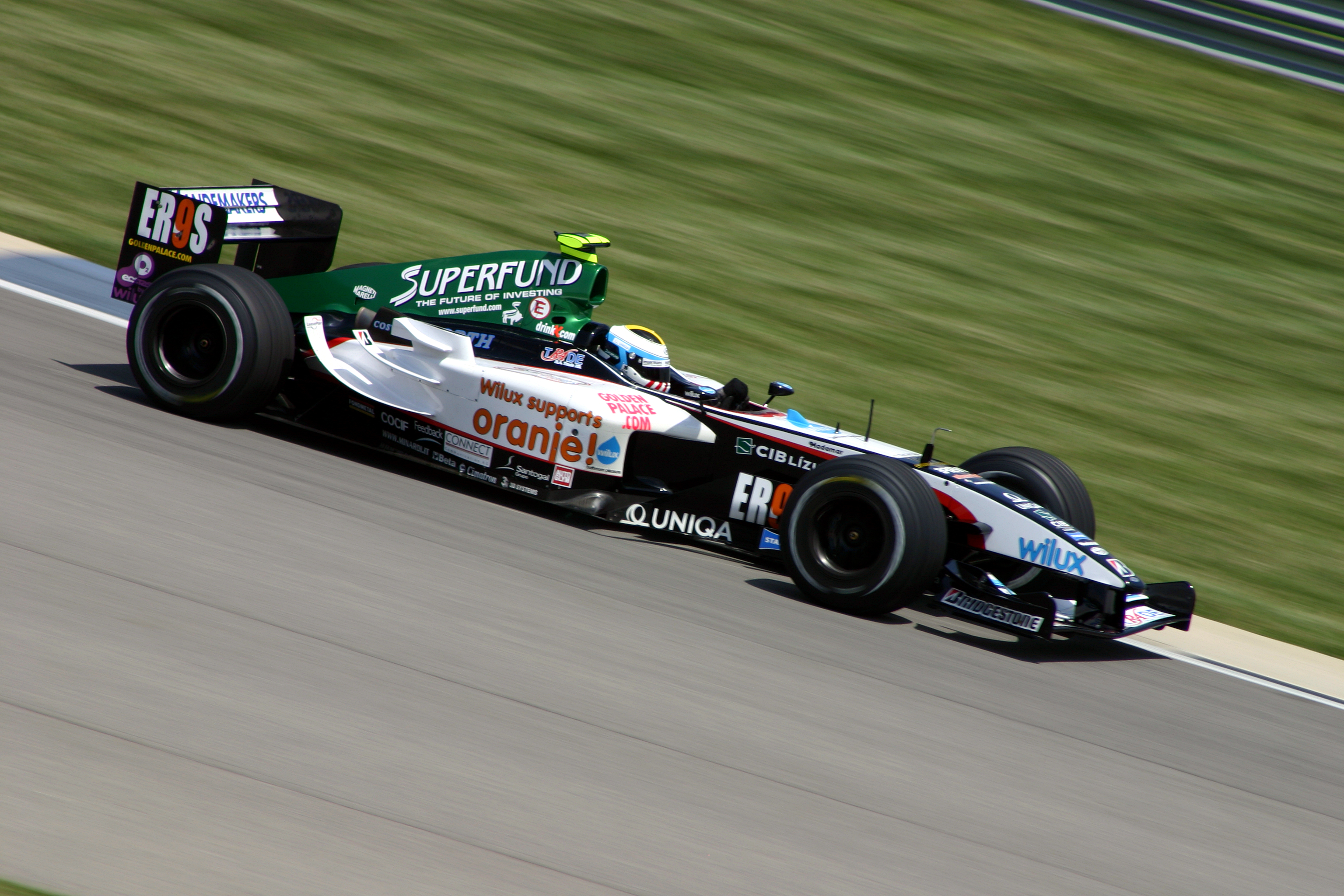
PS04B コスワース
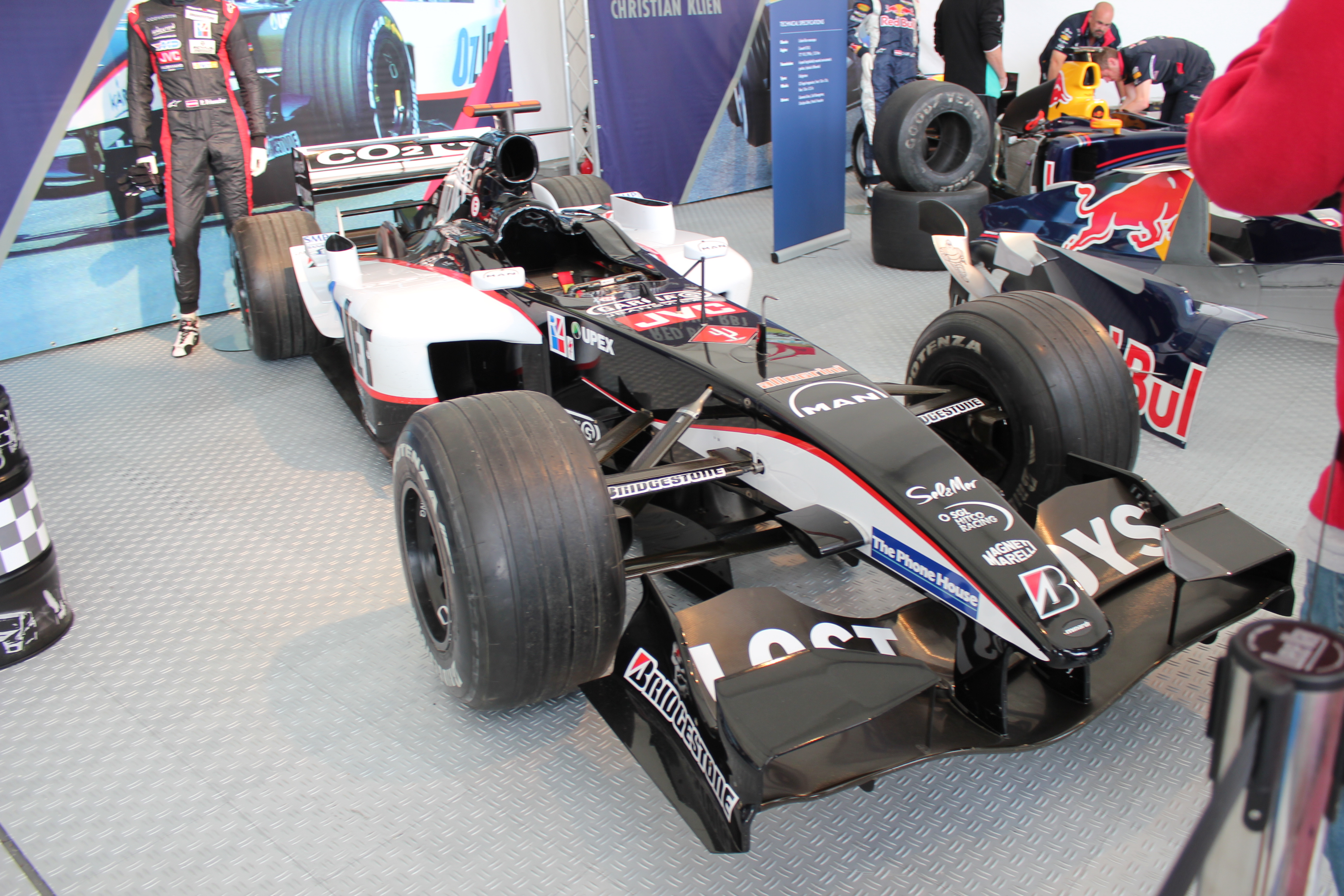
PS05 コスワース